# François-André Danican Philidor
François-André Danican Philidor, surnommé « le Grand », né le 7 septembre 1726 à Dreux et mort le 31 août 1795 à Londres, est un compositeur et joueur d'échecs français qui mena de front ces deux activités toute sa vie.
Il est le fils d'un second lit d'André Danican Philidor dit l'Aîné et le frère d'Anne, tous deux musiciens.

## Biographie

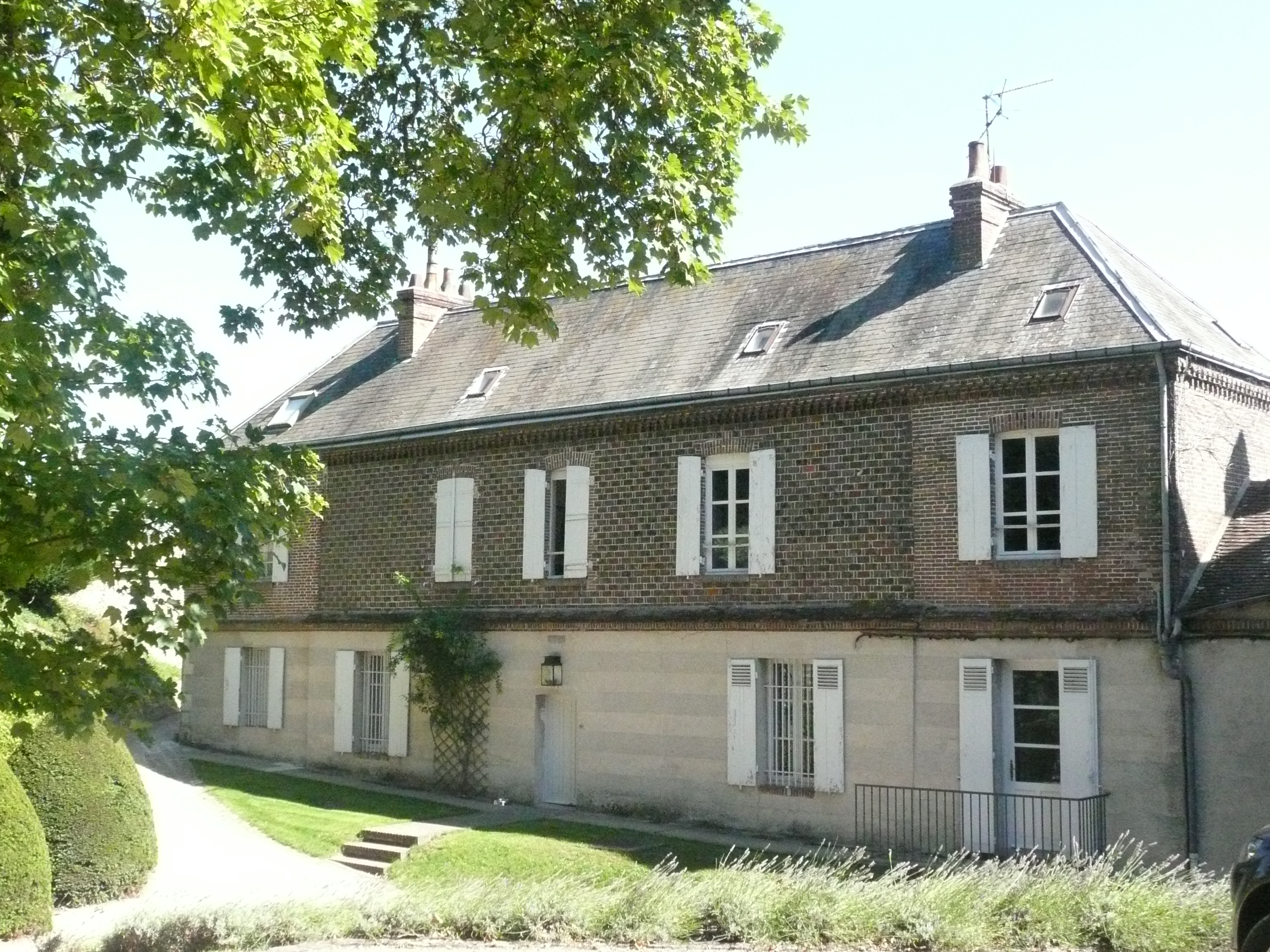
Maison natale de Philidor dans le parc de la chapelle royale de Dreux.

François-André Danican est issu d'une dynastie de musiciens célèbres au XVIIe siècle et au XVIIIe siècle, qui portèrent tous le surnom de Philidor. Le plus ancien d'entre eux, Michel, hautboïste virtuose, avait enthousiasmé Louis XIII, lui rappelant le talent de l'Italien Filidori.
Il épouse le 13 février 1760 en l'église Saint-Sulpice de Paris Elisabeth Richer (Riché), née à Versailles en 1741 d'une famille de musiciens (François Joseph Riché 1714-1757, musicien compositeur du duc de Chartres, et Marie Elisabeth Leroy. Cantatrice et claveciniste, son épouse s'est notamment distinguée par ses interprétations du Concert spirituel.
Les époux habitent successivement rue de Cléry, rue Montmartre (au coin de la rue des Jeûneurs), et, en 1783, rue de La Michodière, à l'angle de la rue Neuve-Saint-Augustin.
Vivant des pensions du roi et partisan d'une monarchie constitutionnelle, il s'exile en Angleterre en 1792. Il est inscrit sur la liste des suspects et, malgré les efforts de sa femme et de son fils aîné, restés en France, un passeport pour rentrer lui est refusé après Thermidor. Il meurt le 31 août 1795 à son domicile londonien et est inhumé à l'église Saint-James de Piccadilly. Son épouse meurt le 15 septembre 1809, à Paris, au 139 rue Montmartre dans le quartier du Contrat social.

## Musicien
À dix ans, Philidor est page à la Chapelle royale de Versailles où il est l'élève d'André Campra. Il compose son premier motet à l'âge de douze ans. À quatorze ans, il donne des leçons de musique à Paris et exerce le métier de copiste. Il rencontre Jean-Philippe Rameau pour lequel il a une grande admiration. Mais ce dernier lui reproche de dévoyer la musique française avec des formes italiennes. De son côté, Jean-Jacques Rousseau apprécie sa collaboration pour parachever les Muses galantes. À dix-huit ans, il a des démêlés avec la police pour des propos audacieux sur la liberté d'expression. Il est même incarcéré pendant deux semaines.
Échaudé, il accompagne une troupe de musiciens avec Francesco Geminiani et Lanza en Hollande, puis se rend à Londres (1745) où il se lie avec le comte de Brühl, ministre de Saxe à Londres, qui deviendra, avec Diderot, son ami le plus fidèle. Haendel se montre plus favorable à sa musique que Rameau. C'est à Londres qu'il est initié franc-maçon, il sera membre de la « Société Olympique » à Paris en 1786. Rentré en France en 1754, il ne peut pas obtenir le poste vacant à la Chapelle de Versailles.

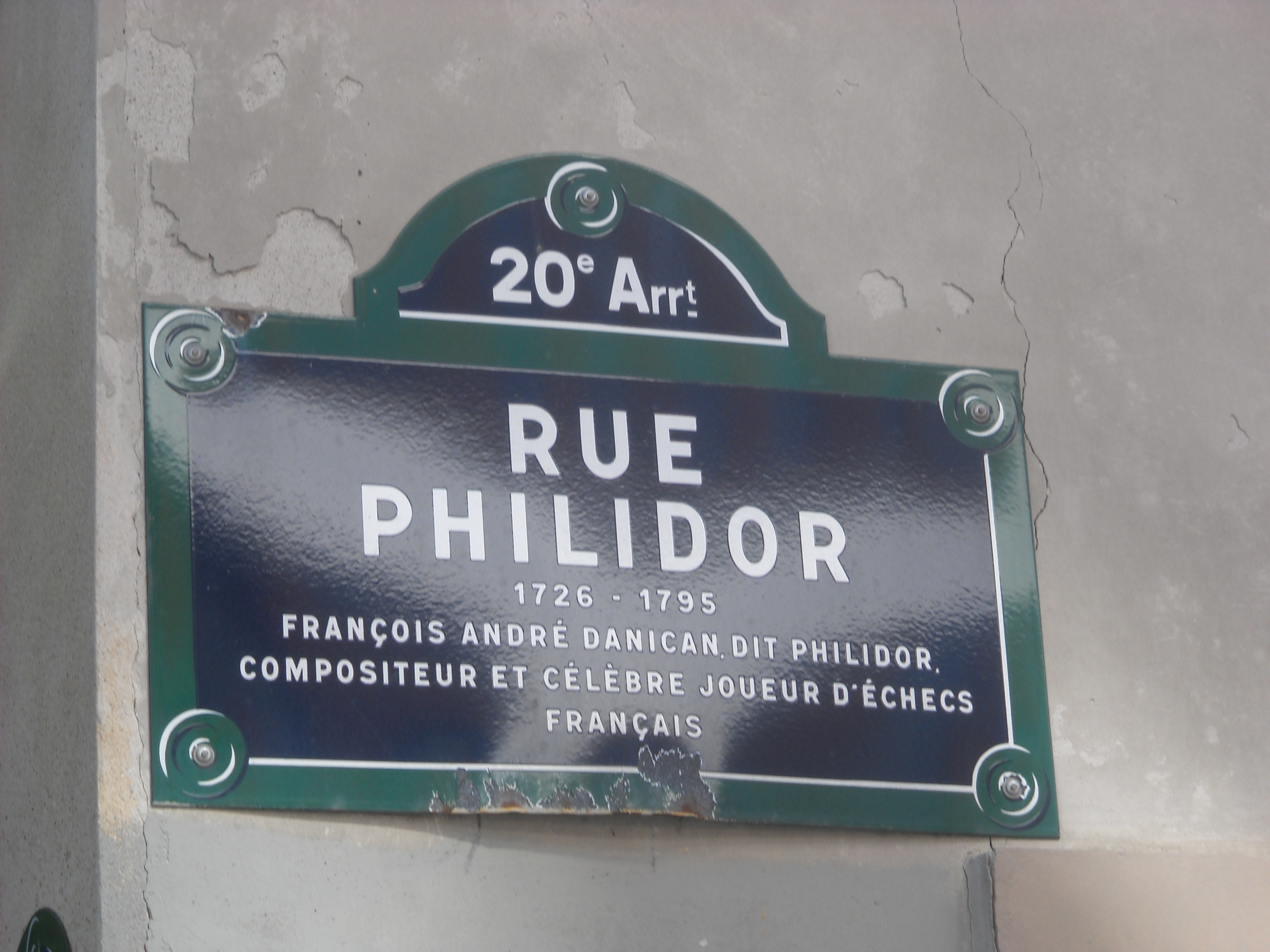
Plaque de la rue Philidor dans le à Paris.

Ses œuvres sacrées, teintées d'italianisme, sont fraîchement accueillies par le public français. Il se résout à diriger sa carrière vers les voies de la musique dramatique et devient l'un des créateurs de l'opéra-comique français. Il y fait preuve de réelles qualités musicales : écriture orchestrale soignée, souvent descriptive ; écriture vocale aisée et témoignant d'une verve légère, parodique, pouvant s'élever jusqu'à une expression déjà dramatique ; les chœurs sont abondants dans une écriture audacieuse. Ses nombreux opéras-comiques montrent de l'inventivité, et le premier d'entre eux, Blaise le Savetier, créé à l’Opéra-Comique de la Foire le 9 mars 1759, est un éclatant succès. L'opéra Ernelinde est son chef-d'œuvre et lui permet d'obtenir une pension de Louis XV. Il composa également de la musique de chambre, un oratorio, Carmen seculare et un Te Deum, qui fut exécuté lors des funérailles de Rameau.
Son nom figure sur la façade ouest de l'opéra Garnier à Paris. Une rue du 20e arrondissement de Paris porte aussi son nom.

## Champion d'échecs

### Carrière
Aujourd'hui, le nom de Philidor reste davantage associé au jeu d'échecs. Très jeune, il fréquente le Café de la Régence où il rencontre Jean-Jacques Rousseau. Dans Le Neveu de Rameau, Denis Diderot donne une description de ce café : « Paris est l'endroit du monde, et le café de la Régence est l'endroit de Paris où l'on joue le mieux à ce jeu ; c'est chez Rey que font assaut Legal le profond, Philidor le subtil, le solide Mayot ».
Philidor montre une grande maîtrise dans la pratique (démonstration de jeu à l'aveugle) et se montre très en avance sur la théorisation du jeu. Il surclasse rapidement Legal, meilleur joueur du café de la Régence.
À Londres, il dispute un match en 1747 contre le Syrien Philippe Stamma fixé à Londres depuis 1742. Il le bat 8 à 2 et il est dès lors considéré comme le plus fort joueur du monde.

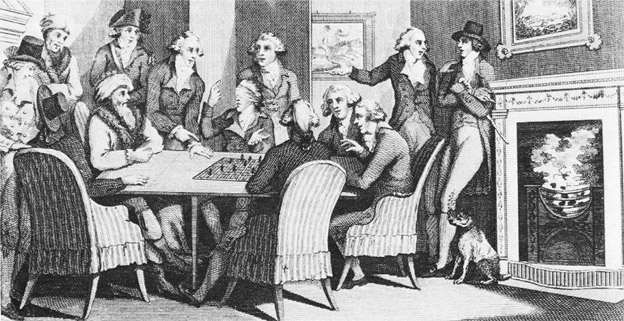
François-André Danican Philidor jouant en aveugle au Parsloe’s Chess Club de Londres, vers 1780.

Il retourne à Londres (1771-1773) où il fréquente le St. James Chess Club, gagnant sa vie en faisant des parties d'exhibitions.
En 1783, il bat le fameux Turc mécanique,.

### L'analyse du jeu des Échecs

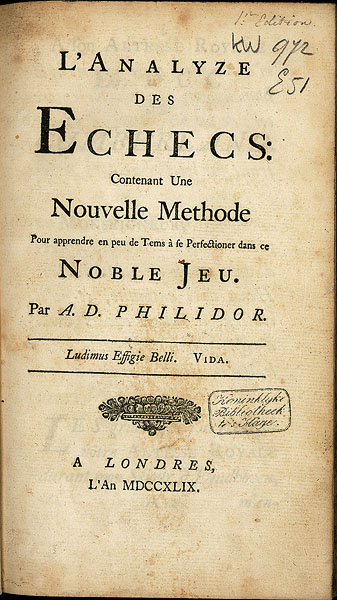
L'édition originale de L'Analyse.

En 1749, Philidor publie « L'Analyze des Échecs » à l'âge de 22 ans, un des premiers traités d'échecs en langue française et un classique du genre. L'ouvrage sera édité une centaine de fois et traduit rapidement dans de nombreuses langues : anglais (Analysis of the Game of Chess, 1790), allemand, espagnol (Análisis del juego de ajedrez, 1827), russe, yiddish, etc.
Cet ouvrage est le seul témoignage des conceptions échiquéennes de Philidor, les parties qu'il a jouées à l'apogée de sa carrière n'ont pas été conservées. Ne rencontrant jamais d'adversaires de son niveau, il pouvait battre les plus forts joueurs de son temps avec un handicap d'un pion et du trait.
Le terme d'« analyse » marque d'entrée la rupture avec les conceptions antérieures. Alors que le jeu reposait essentiellement sur des qualités d'intuition et d'imagination, Philidor l'élève au statut de science et constitue un système rationnel dont il fournit le premier les lois essentielles. Il insiste sur l'importance des pions, et notamment des chaînes de pions. Richard Réti qualifie Philidor de « grand philosophe des échecs, trop en avance sur son temps pour être compris ».
|   | a | b | c | d | e | f | g | h |   |
| 8 | Tour noire sur case blanche a8 · Cavalier noir sur case noire b8 · Fou noir sur case blanche c8 · Dame noire sur case noire d8 · Roi noir sur case blanche e8 · Fou noir sur case noire f8 · Cavalier noir sur case blanche g8 · Tour noire sur case noire h8 · Pion noir sur case noire a7 · Pion noir sur case blanche b7 · Pion noir sur case noire c7 · Pion noir sur case blanche f7 · Pion noir sur case noire g7 · Pion noir sur case blanche h7 · Pion noir sur case noire d6 · Pion noir sur case noire e5 · Pion blanc sur case blanche e4 · Cavalier blanc sur case blanche f3 · Pion blanc sur case blanche a2 · Pion blanc sur case noire b2 · Pion blanc sur case blanche c2 · Pion blanc sur case noire d2 · Pion blanc sur case noire f2 · Pion blanc sur case blanche g2 · Pion blanc sur case noire h2 · Tour blanche sur case noire a1 · Cavalier blanc sur case blanche b1 · Fou blanc sur case noire c1 · Dame blanche sur case blanche d1 · Roi blanc sur case noire e1 · Fou blanc sur case blanche f1 · Tour blanche sur case blanche h1 | Tour noire sur case blanche a8 · Cavalier noir sur case noire b8 · Fou noir sur case blanche c8 · Dame noire sur case noire d8 · Roi noir sur case blanche e8 · Fou noir sur case noire f8 · Cavalier noir sur case blanche g8 · Tour noire sur case noire h8 · Pion noir sur case noire a7 · Pion noir sur case blanche b7 · Pion noir sur case noire c7 · Pion noir sur case blanche f7 · Pion noir sur case noire g7 · Pion noir sur case blanche h7 · Pion noir sur case noire d6 · Pion noir sur case noire e5 · Pion blanc sur case blanche e4 · Cavalier blanc sur case blanche f3 · Pion blanc sur case blanche a2 · Pion blanc sur case noire b2 · Pion blanc sur case blanche c2 · Pion blanc sur case noire d2 · Pion blanc sur case noire f2 · Pion blanc sur case blanche g2 · Pion blanc sur case noire h2 · Tour blanche sur case noire a1 · Cavalier blanc sur case blanche b1 · Fou blanc sur case noire c1 · Dame blanche sur case blanche d1 · Roi blanc sur case noire e1 · Fou blanc sur case blanche f1 · Tour blanche sur case blanche h1 | Tour noire sur case blanche a8 · Cavalier noir sur case noire b8 · Fou noir sur case blanche c8 · Dame noire sur case noire d8 · Roi noir sur case blanche e8 · Fou noir sur case noire f8 · Cavalier noir sur case blanche g8 · Tour noire sur case noire h8 · Pion noir sur case noire a7 · Pion noir sur case blanche b7 · Pion noir sur case noire c7 · Pion noir sur case blanche f7 · Pion noir sur case noire g7 · Pion noir sur case blanche h7 · Pion noir sur case noire d6 · Pion noir sur case noire e5 · Pion blanc sur case blanche e4 · Cavalier blanc sur case blanche f3 · Pion blanc sur case blanche a2 · Pion blanc sur case noire b2 · Pion blanc sur case blanche c2 · Pion blanc sur case noire d2 · Pion blanc sur case noire f2 · Pion blanc sur case blanche g2 · Pion blanc sur case noire h2 · Tour blanche sur case noire a1 · Cavalier blanc sur case blanche b1 · Fou blanc sur case noire c1 · Dame blanche sur case blanche d1 · Roi blanc sur case noire e1 · Fou blanc sur case blanche f1 · Tour blanche sur case blanche h1 | Tour noire sur case blanche a8 · Cavalier noir sur case noire b8 · Fou noir sur case blanche c8 · Dame noire sur case noire d8 · Roi noir sur case blanche e8 · Fou noir sur case noire f8 · Cavalier noir sur case blanche g8 · Tour noire sur case noire h8 · Pion noir sur case noire a7 · Pion noir sur case blanche b7 · Pion noir sur case noire c7 · Pion noir sur case blanche f7 · Pion noir sur case noire g7 · Pion noir sur case blanche h7 · Pion noir sur case noire d6 · Pion noir sur case noire e5 · Pion blanc sur case blanche e4 · Cavalier blanc sur case blanche f3 · Pion blanc sur case blanche a2 · Pion blanc sur case noire b2 · Pion blanc sur case blanche c2 · Pion blanc sur case noire d2 · Pion blanc sur case noire f2 · Pion blanc sur case blanche g2 · Pion blanc sur case noire h2 · Tour blanche sur case noire a1 · Cavalier blanc sur case blanche b1 · Fou blanc sur case noire c1 · Dame blanche sur case blanche d1 · Roi blanc sur case noire e1 · Fou blanc sur case blanche f1 · Tour blanche sur case blanche h1 | Tour noire sur case blanche a8 · Cavalier noir sur case noire b8 · Fou noir sur case blanche c8 · Dame noire sur case noire d8 · Roi noir sur case blanche e8 · Fou noir sur case noire f8 · Cavalier noir sur case blanche g8 · Tour noire sur case noire h8 · Pion noir sur case noire a7 · Pion noir sur case blanche b7 · Pion noir sur case noire c7 · Pion noir sur case blanche f7 · Pion noir sur case noire g7 · Pion noir sur case blanche h7 · Pion noir sur case noire d6 · Pion noir sur case noire e5 · Pion blanc sur case blanche e4 · Cavalier blanc sur case blanche f3 · Pion blanc sur case blanche a2 · Pion blanc sur case noire b2 · Pion blanc sur case blanche c2 · Pion blanc sur case noire d2 · Pion blanc sur case noire f2 · Pion blanc sur case blanche g2 · Pion blanc sur case noire h2 · Tour blanche sur case noire a1 · Cavalier blanc sur case blanche b1 · Fou blanc sur case noire c1 · Dame blanche sur case blanche d1 · Roi blanc sur case noire e1 · Fou blanc sur case blanche f1 · Tour blanche sur case blanche h1 | Tour noire sur case blanche a8 · Cavalier noir sur case noire b8 · Fou noir sur case blanche c8 · Dame noire sur case noire d8 · Roi noir sur case blanche e8 · Fou noir sur case noire f8 · Cavalier noir sur case blanche g8 · Tour noire sur case noire h8 · Pion noir sur case noire a7 · Pion noir sur case blanche b7 · Pion noir sur case noire c7 · Pion noir sur case blanche f7 · Pion noir sur case noire g7 · Pion noir sur case blanche h7 · Pion noir sur case noire d6 · Pion noir sur case noire e5 · Pion blanc sur case blanche e4 · Cavalier blanc sur case blanche f3 · Pion blanc sur case blanche a2 · Pion blanc sur case noire b2 · Pion blanc sur case blanche c2 · Pion blanc sur case noire d2 · Pion blanc sur case noire f2 · Pion blanc sur case blanche g2 · Pion blanc sur case noire h2 · Tour blanche sur case noire a1 · Cavalier blanc sur case blanche b1 · Fou blanc sur case noire c1 · Dame blanche sur case blanche d1 · Roi blanc sur case noire e1 · Fou blanc sur case blanche f1 · Tour blanche sur case blanche h1 | Tour noire sur case blanche a8 · Cavalier noir sur case noire b8 · Fou noir sur case blanche c8 · Dame noire sur case noire d8 · Roi noir sur case blanche e8 · Fou noir sur case noire f8 · Cavalier noir sur case blanche g8 · Tour noire sur case noire h8 · Pion noir sur case noire a7 · Pion noir sur case blanche b7 · Pion noir sur case noire c7 · Pion noir sur case blanche f7 · Pion noir sur case noire g7 · Pion noir sur case blanche h7 · Pion noir sur case noire d6 · Pion noir sur case noire e5 · Pion blanc sur case blanche e4 · Cavalier blanc sur case blanche f3 · Pion blanc sur case blanche a2 · Pion blanc sur case noire b2 · Pion blanc sur case blanche c2 · Pion blanc sur case noire d2 · Pion blanc sur case noire f2 · Pion blanc sur case blanche g2 · Pion blanc sur case noire h2 · Tour blanche sur case noire a1 · Cavalier blanc sur case blanche b1 · Fou blanc sur case noire c1 · Dame blanche sur case blanche d1 · Roi blanc sur case noire e1 · Fou blanc sur case blanche f1 · Tour blanche sur case blanche h1 | Tour noire sur case blanche a8 · Cavalier noir sur case noire b8 · Fou noir sur case blanche c8 · Dame noire sur case noire d8 · Roi noir sur case blanche e8 · Fou noir sur case noire f8 · Cavalier noir sur case blanche g8 · Tour noire sur case noire h8 · Pion noir sur case noire a7 · Pion noir sur case blanche b7 · Pion noir sur case noire c7 · Pion noir sur case blanche f7 · Pion noir sur case noire g7 · Pion noir sur case blanche h7 · Pion noir sur case noire d6 · Pion noir sur case noire e5 · Pion blanc sur case blanche e4 · Cavalier blanc sur case blanche f3 · Pion blanc sur case blanche a2 · Pion blanc sur case noire b2 · Pion blanc sur case blanche c2 · Pion blanc sur case noire d2 · Pion blanc sur case noire f2 · Pion blanc sur case blanche g2 · Pion blanc sur case noire h2 · Tour blanche sur case noire a1 · Cavalier blanc sur case blanche b1 · Fou blanc sur case noire c1 · Dame blanche sur case blanche d1 · Roi blanc sur case noire e1 · Fou blanc sur case blanche f1 · Tour blanche sur case blanche h1 | 8 |
| 7 | Tour noire sur case blanche a8 · Cavalier noir sur case noire b8 · Fou noir sur case blanche c8 · Dame noire sur case noire d8 · Roi noir sur case blanche e8 · Fou noir sur case noire f8 · Cavalier noir sur case blanche g8 · Tour noire sur case noire h8 · Pion noir sur case noire a7 · Pion noir sur case blanche b7 · Pion noir sur case noire c7 · Pion noir sur case blanche f7 · Pion noir sur case noire g7 · Pion noir sur case blanche h7 · Pion noir sur case noire d6 · Pion noir sur case noire e5 · Pion blanc sur case blanche e4 · Cavalier blanc sur case blanche f3 · Pion blanc sur case blanche a2 · Pion blanc sur case noire b2 · Pion blanc sur case blanche c2 · Pion blanc sur case noire d2 · Pion blanc sur case noire f2 · Pion blanc sur case blanche g2 · Pion blanc sur case noire h2 · Tour blanche sur case noire a1 · Cavalier blanc sur case blanche b1 · Fou blanc sur case noire c1 · Dame blanche sur case blanche d1 · Roi blanc sur case noire e1 · Fou blanc sur case blanche f1 · Tour blanche sur case blanche h1 | Tour noire sur case blanche a8 · Cavalier noir sur case noire b8 · Fou noir sur case blanche c8 · Dame noire sur case noire d8 · Roi noir sur case blanche e8 · Fou noir sur case noire f8 · Cavalier noir sur case blanche g8 · Tour noire sur case noire h8 · Pion noir sur case noire a7 · Pion noir sur case blanche b7 · Pion noir sur case noire c7 · Pion noir sur case blanche f7 · Pion noir sur case noire g7 · Pion noir sur case blanche h7 · Pion noir sur case noire d6 · Pion noir sur case noire e5 · Pion blanc sur case blanche e4 · Cavalier blanc sur case blanche f3 · Pion blanc sur case blanche a2 · Pion blanc sur case noire b2 · Pion blanc sur case blanche c2 · Pion blanc sur case noire d2 · Pion blanc sur case noire f2 · Pion blanc sur case blanche g2 · Pion blanc sur case noire h2 · Tour blanche sur case noire a1 · Cavalier blanc sur case blanche b1 · Fou blanc sur case noire c1 · Dame blanche sur case blanche d1 · Roi blanc sur case noire e1 · Fou blanc sur case blanche f1 · Tour blanche sur case blanche h1 | Tour noire sur case blanche a8 · Cavalier noir sur case noire b8 · Fou noir sur case blanche c8 · Dame noire sur case noire d8 · Roi noir sur case blanche e8 · Fou noir sur case noire f8 · Cavalier noir sur case blanche g8 · Tour noire sur case noire h8 · Pion noir sur case noire a7 · Pion noir sur case blanche b7 · Pion noir sur case noire c7 · Pion noir sur case blanche f7 · Pion noir sur case noire g7 · Pion noir sur case blanche h7 · Pion noir sur case noire d6 · Pion noir sur case noire e5 · Pion blanc sur case blanche e4 · Cavalier blanc sur case blanche f3 · Pion blanc sur case blanche a2 · Pion blanc sur case noire b2 · Pion blanc sur case blanche c2 · Pion blanc sur case noire d2 · Pion blanc sur case noire f2 · Pion blanc sur case blanche g2 · Pion blanc sur case noire h2 · Tour blanche sur case noire a1 · Cavalier blanc sur case blanche b1 · Fou blanc sur case noire c1 · Dame blanche sur case blanche d1 · Roi blanc sur case noire e1 · Fou blanc sur case blanche f1 · Tour blanche sur case blanche h1 | Tour noire sur case blanche a8 · Cavalier noir sur case noire b8 · Fou noir sur case blanche c8 · Dame noire sur case noire d8 · Roi noir sur case blanche e8 · Fou noir sur case noire f8 · Cavalier noir sur case blanche g8 · Tour noire sur case noire h8 · Pion noir sur case noire a7 · Pion noir sur case blanche b7 · Pion noir sur case noire c7 · Pion noir sur case blanche f7 · Pion noir sur case noire g7 · Pion noir sur case blanche h7 · Pion noir sur case noire d6 · Pion noir sur case noire e5 · Pion blanc sur case blanche e4 · Cavalier blanc sur case blanche f3 · Pion blanc sur case blanche a2 · Pion blanc sur case noire b2 · Pion blanc sur case blanche c2 · Pion blanc sur case noire d2 · Pion blanc sur case noire f2 · Pion blanc sur case blanche g2 · Pion blanc sur case noire h2 · Tour blanche sur case noire a1 · Cavalier blanc sur case blanche b1 · Fou blanc sur case noire c1 · Dame blanche sur case blanche d1 · Roi blanc sur case noire e1 · Fou blanc sur case blanche f1 · Tour blanche sur case blanche h1 | Tour noire sur case blanche a8 · Cavalier noir sur case noire b8 · Fou noir sur case blanche c8 · Dame noire sur case noire d8 · Roi noir sur case blanche e8 · Fou noir sur case noire f8 · Cavalier noir sur case blanche g8 · Tour noire sur case noire h8 · Pion noir sur case noire a7 · Pion noir sur case blanche b7 · Pion noir sur case noire c7 · Pion noir sur case blanche f7 · Pion noir sur case noire g7 · Pion noir sur case blanche h7 · Pion noir sur case noire d6 · Pion noir sur case noire e5 · Pion blanc sur case blanche e4 · Cavalier blanc sur case blanche f3 · Pion blanc sur case blanche a2 · Pion blanc sur case noire b2 · Pion blanc sur case blanche c2 · Pion blanc sur case noire d2 · Pion blanc sur case noire f2 · Pion blanc sur case blanche g2 · Pion blanc sur case noire h2 · Tour blanche sur case noire a1 · Cavalier blanc sur case blanche b1 · Fou blanc sur case noire c1 · Dame blanche sur case blanche d1 · Roi blanc sur case noire e1 · Fou blanc sur case blanche f1 · Tour blanche sur case blanche h1 | Tour noire sur case blanche a8 · Cavalier noir sur case noire b8 · Fou noir sur case blanche c8 · Dame noire sur case noire d8 · Roi noir sur case blanche e8 · Fou noir sur case noire f8 · Cavalier noir sur case blanche g8 · Tour noire sur case noire h8 · Pion noir sur case noire a7 · Pion noir sur case blanche b7 · Pion noir sur case noire c7 · Pion noir sur case blanche f7 · Pion noir sur case noire g7 · Pion noir sur case blanche h7 · Pion noir sur case noire d6 · Pion noir sur case noire e5 · Pion blanc sur case blanche e4 · Cavalier blanc sur case blanche f3 · Pion blanc sur case blanche a2 · Pion blanc sur case noire b2 · Pion blanc sur case blanche c2 · Pion blanc sur case noire d2 · Pion blanc sur case noire f2 · Pion blanc sur case blanche g2 · Pion blanc sur case noire h2 · Tour blanche sur case noire a1 · Cavalier blanc sur case blanche b1 · Fou blanc sur case noire c1 · Dame blanche sur case blanche d1 · Roi blanc sur case noire e1 · Fou blanc sur case blanche f1 · Tour blanche sur case blanche h1 | Tour noire sur case blanche a8 · Cavalier noir sur case noire b8 · Fou noir sur case blanche c8 · Dame noire sur case noire d8 · Roi noir sur case blanche e8 · Fou noir sur case noire f8 · Cavalier noir sur case blanche g8 · Tour noire sur case noire h8 · Pion noir sur case noire a7 · Pion noir sur case blanche b7 · Pion noir sur case noire c7 · Pion noir sur case blanche f7 · Pion noir sur case noire g7 · Pion noir sur case blanche h7 · Pion noir sur case noire d6 · Pion noir sur case noire e5 · Pion blanc sur case blanche e4 · Cavalier blanc sur case blanche f3 · Pion blanc sur case blanche a2 · Pion blanc sur case noire b2 · Pion blanc sur case blanche c2 · Pion blanc sur case noire d2 · Pion blanc sur case noire f2 · Pion blanc sur case blanche g2 · Pion blanc sur case noire h2 · Tour blanche sur case noire a1 · Cavalier blanc sur case blanche b1 · Fou blanc sur case noire c1 · Dame blanche sur case blanche d1 · Roi blanc sur case noire e1 · Fou blanc sur case blanche f1 · Tour blanche sur case blanche h1 | Tour noire sur case blanche a8 · Cavalier noir sur case noire b8 · Fou noir sur case blanche c8 · Dame noire sur case noire d8 · Roi noir sur case blanche e8 · Fou noir sur case noire f8 · Cavalier noir sur case blanche g8 · Tour noire sur case noire h8 · Pion noir sur case noire a7 · Pion noir sur case blanche b7 · Pion noir sur case noire c7 · Pion noir sur case blanche f7 · Pion noir sur case noire g7 · Pion noir sur case blanche h7 · Pion noir sur case noire d6 · Pion noir sur case noire e5 · Pion blanc sur case blanche e4 · Cavalier blanc sur case blanche f3 · Pion blanc sur case blanche a2 · Pion blanc sur case noire b2 · Pion blanc sur case blanche c2 · Pion blanc sur case noire d2 · Pion blanc sur case noire f2 · Pion blanc sur case blanche g2 · Pion blanc sur case noire h2 · Tour blanche sur case noire a1 · Cavalier blanc sur case blanche b1 · Fou blanc sur case noire c1 · Dame blanche sur case blanche d1 · Roi blanc sur case noire e1 · Fou blanc sur case blanche f1 · Tour blanche sur case blanche h1 | 7 |
| 6 | Tour noire sur case blanche a8 · Cavalier noir sur case noire b8 · Fou noir sur case blanche c8 · Dame noire sur case noire d8 · Roi noir sur case blanche e8 · Fou noir sur case noire f8 · Cavalier noir sur case blanche g8 · Tour noire sur case noire h8 · Pion noir sur case noire a7 · Pion noir sur case blanche b7 · Pion noir sur case noire c7 · Pion noir sur case blanche f7 · Pion noir sur case noire g7 · Pion noir sur case blanche h7 · Pion noir sur case noire d6 · Pion noir sur case noire e5 · Pion blanc sur case blanche e4 · Cavalier blanc sur case blanche f3 · Pion blanc sur case blanche a2 · Pion blanc sur case noire b2 · Pion blanc sur case blanche c2 · Pion blanc sur case noire d2 · Pion blanc sur case noire f2 · Pion blanc sur case blanche g2 · Pion blanc sur case noire h2 · Tour blanche sur case noire a1 · Cavalier blanc sur case blanche b1 · Fou blanc sur case noire c1 · Dame blanche sur case blanche d1 · Roi blanc sur case noire e1 · Fou blanc sur case blanche f1 · Tour blanche sur case blanche h1 | Tour noire sur case blanche a8 · Cavalier noir sur case noire b8 · Fou noir sur case blanche c8 · Dame noire sur case noire d8 · Roi noir sur case blanche e8 · Fou noir sur case noire f8 · Cavalier noir sur case blanche g8 · Tour noire sur case noire h8 · Pion noir sur case noire a7 · Pion noir sur case blanche b7 · Pion noir sur case noire c7 · Pion noir sur case blanche f7 · Pion noir sur case noire g7 · Pion noir sur case blanche h7 · Pion noir sur case noire d6 · Pion noir sur case noire e5 · Pion blanc sur case blanche e4 · Cavalier blanc sur case blanche f3 · Pion blanc sur case blanche a2 · Pion blanc sur case noire b2 · Pion blanc sur case blanche c2 · Pion blanc sur case noire d2 · Pion blanc sur case noire f2 · Pion blanc sur case blanche g2 · Pion blanc sur case noire h2 · Tour blanche sur case noire a1 · Cavalier blanc sur case blanche b1 · Fou blanc sur case noire c1 · Dame blanche sur case blanche d1 · Roi blanc sur case noire e1 · Fou blanc sur case blanche f1 · Tour blanche sur case blanche h1 | Tour noire sur case blanche a8 · Cavalier noir sur case noire b8 · Fou noir sur case blanche c8 · Dame noire sur case noire d8 · Roi noir sur case blanche e8 · Fou noir sur case noire f8 · Cavalier noir sur case blanche g8 · Tour noire sur case noire h8 · Pion noir sur case noire a7 · Pion noir sur case blanche b7 · Pion noir sur case noire c7 · Pion noir sur case blanche f7 · Pion noir sur case noire g7 · Pion noir sur case blanche h7 · Pion noir sur case noire d6 · Pion noir sur case noire e5 · Pion blanc sur case blanche e4 · Cavalier blanc sur case blanche f3 · Pion blanc sur case blanche a2 · Pion blanc sur case noire b2 · Pion blanc sur case blanche c2 · Pion blanc sur case noire d2 · Pion blanc sur case noire f2 · Pion blanc sur case blanche g2 · Pion blanc sur case noire h2 · Tour blanche sur case noire a1 · Cavalier blanc sur case blanche b1 · Fou blanc sur case noire c1 · Dame blanche sur case blanche d1 · Roi blanc sur case noire e1 · Fou blanc sur case blanche f1 · Tour blanche sur case blanche h1 | Tour noire sur case blanche a8 · Cavalier noir sur case noire b8 · Fou noir sur case blanche c8 · Dame noire sur case noire d8 · Roi noir sur case blanche e8 · Fou noir sur case noire f8 · Cavalier noir sur case blanche g8 · Tour noire sur case noire h8 · Pion noir sur case noire a7 · Pion noir sur case blanche b7 · Pion noir sur case noire c7 · Pion noir sur case blanche f7 · Pion noir sur case noire g7 · Pion noir sur case blanche h7 · Pion noir sur case noire d6 · Pion noir sur case noire e5 · Pion blanc sur case blanche e4 · Cavalier blanc sur case blanche f3 · Pion blanc sur case blanche a2 · Pion blanc sur case noire b2 · Pion blanc sur case blanche c2 · Pion blanc sur case noire d2 · Pion blanc sur case noire f2 · Pion blanc sur case blanche g2 · Pion blanc sur case noire h2 · Tour blanche sur case noire a1 · Cavalier blanc sur case blanche b1 · Fou blanc sur case noire c1 · Dame blanche sur case blanche d1 · Roi blanc sur case noire e1 · Fou blanc sur case blanche f1 · Tour blanche sur case blanche h1 | Tour noire sur case blanche a8 · Cavalier noir sur case noire b8 · Fou noir sur case blanche c8 · Dame noire sur case noire d8 · Roi noir sur case blanche e8 · Fou noir sur case noire f8 · Cavalier noir sur case blanche g8 · Tour noire sur case noire h8 · Pion noir sur case noire a7 · Pion noir sur case blanche b7 · Pion noir sur case noire c7 · Pion noir sur case blanche f7 · Pion noir sur case noire g7 · Pion noir sur case blanche h7 · Pion noir sur case noire d6 · Pion noir sur case noire e5 · Pion blanc sur case blanche e4 · Cavalier blanc sur case blanche f3 · Pion blanc sur case blanche a2 · Pion blanc sur case noire b2 · Pion blanc sur case blanche c2 · Pion blanc sur case noire d2 · Pion blanc sur case noire f2 · Pion blanc sur case blanche g2 · Pion blanc sur case noire h2 · Tour blanche sur case noire a1 · Cavalier blanc sur case blanche b1 · Fou blanc sur case noire c1 · Dame blanche sur case blanche d1 · Roi blanc sur case noire e1 · Fou blanc sur case blanche f1 · Tour blanche sur case blanche h1 | Tour noire sur case blanche a8 · Cavalier noir sur case noire b8 · Fou noir sur case blanche c8 · Dame noire sur case noire d8 · Roi noir sur case blanche e8 · Fou noir sur case noire f8 · Cavalier noir sur case blanche g8 · Tour noire sur case noire h8 · Pion noir sur case noire a7 · Pion noir sur case blanche b7 · Pion noir sur case noire c7 · Pion noir sur case blanche f7 · Pion noir sur case noire g7 · Pion noir sur case blanche h7 · Pion noir sur case noire d6 · Pion noir sur case noire e5 · Pion blanc sur case blanche e4 · Cavalier blanc sur case blanche f3 · Pion blanc sur case blanche a2 · Pion blanc sur case noire b2 · Pion blanc sur case blanche c2 · Pion blanc sur case noire d2 · Pion blanc sur case noire f2 · Pion blanc sur case blanche g2 · Pion blanc sur case noire h2 · Tour blanche sur case noire a1 · Cavalier blanc sur case blanche b1 · Fou blanc sur case noire c1 · Dame blanche sur case blanche d1 · Roi blanc sur case noire e1 · Fou blanc sur case blanche f1 · Tour blanche sur case blanche h1 | Tour noire sur case blanche a8 · Cavalier noir sur case noire b8 · Fou noir sur case blanche c8 · Dame noire sur case noire d8 · Roi noir sur case blanche e8 · Fou noir sur case noire f8 · Cavalier noir sur case blanche g8 · Tour noire sur case noire h8 · Pion noir sur case noire a7 · Pion noir sur case blanche b7 · Pion noir sur case noire c7 · Pion noir sur case blanche f7 · Pion noir sur case noire g7 · Pion noir sur case blanche h7 · Pion noir sur case noire d6 · Pion noir sur case noire e5 · Pion blanc sur case blanche e4 · Cavalier blanc sur case blanche f3 · Pion blanc sur case blanche a2 · Pion blanc sur case noire b2 · Pion blanc sur case blanche c2 · Pion blanc sur case noire d2 · Pion blanc sur case noire f2 · Pion blanc sur case blanche g2 · Pion blanc sur case noire h2 · Tour blanche sur case noire a1 · Cavalier blanc sur case blanche b1 · Fou blanc sur case noire c1 · Dame blanche sur case blanche d1 · Roi blanc sur case noire e1 · Fou blanc sur case blanche f1 · Tour blanche sur case blanche h1 | Tour noire sur case blanche a8 · Cavalier noir sur case noire b8 · Fou noir sur case blanche c8 · Dame noire sur case noire d8 · Roi noir sur case blanche e8 · Fou noir sur case noire f8 · Cavalier noir sur case blanche g8 · Tour noire sur case noire h8 · Pion noir sur case noire a7 · Pion noir sur case blanche b7 · Pion noir sur case noire c7 · Pion noir sur case blanche f7 · Pion noir sur case noire g7 · Pion noir sur case blanche h7 · Pion noir sur case noire d6 · Pion noir sur case noire e5 · Pion blanc sur case blanche e4 · Cavalier blanc sur case blanche f3 · Pion blanc sur case blanche a2 · Pion blanc sur case noire b2 · Pion blanc sur case blanche c2 · Pion blanc sur case noire d2 · Pion blanc sur case noire f2 · Pion blanc sur case blanche g2 · Pion blanc sur case noire h2 · Tour blanche sur case noire a1 · Cavalier blanc sur case blanche b1 · Fou blanc sur case noire c1 · Dame blanche sur case blanche d1 · Roi blanc sur case noire e1 · Fou blanc sur case blanche f1 · Tour blanche sur case blanche h1 | 6 |
| 5 | Tour noire sur case blanche a8 · Cavalier noir sur case noire b8 · Fou noir sur case blanche c8 · Dame noire sur case noire d8 · Roi noir sur case blanche e8 · Fou noir sur case noire f8 · Cavalier noir sur case blanche g8 · Tour noire sur case noire h8 · Pion noir sur case noire a7 · Pion noir sur case blanche b7 · Pion noir sur case noire c7 · Pion noir sur case blanche f7 · Pion noir sur case noire g7 · Pion noir sur case blanche h7 · Pion noir sur case noire d6 · Pion noir sur case noire e5 · Pion blanc sur case blanche e4 · Cavalier blanc sur case blanche f3 · Pion blanc sur case blanche a2 · Pion blanc sur case noire b2 · Pion blanc sur case blanche c2 · Pion blanc sur case noire d2 · Pion blanc sur case noire f2 · Pion blanc sur case blanche g2 · Pion blanc sur case noire h2 · Tour blanche sur case noire a1 · Cavalier blanc sur case blanche b1 · Fou blanc sur case noire c1 · Dame blanche sur case blanche d1 · Roi blanc sur case noire e1 · Fou blanc sur case blanche f1 · Tour blanche sur case blanche h1 | Tour noire sur case blanche a8 · Cavalier noir sur case noire b8 · Fou noir sur case blanche c8 · Dame noire sur case noire d8 · Roi noir sur case blanche e8 · Fou noir sur case noire f8 · Cavalier noir sur case blanche g8 · Tour noire sur case noire h8 · Pion noir sur case noire a7 · Pion noir sur case blanche b7 · Pion noir sur case noire c7 · Pion noir sur case blanche f7 · Pion noir sur case noire g7 · Pion noir sur case blanche h7 · Pion noir sur case noire d6 · Pion noir sur case noire e5 · Pion blanc sur case blanche e4 · Cavalier blanc sur case blanche f3 · Pion blanc sur case blanche a2 · Pion blanc sur case noire b2 · Pion blanc sur case blanche c2 · Pion blanc sur case noire d2 · Pion blanc sur case noire f2 · Pion blanc sur case blanche g2 · Pion blanc sur case noire h2 · Tour blanche sur case noire a1 · Cavalier blanc sur case blanche b1 · Fou blanc sur case noire c1 · Dame blanche sur case blanche d1 · Roi blanc sur case noire e1 · Fou blanc sur case blanche f1 · Tour blanche sur case blanche h1 | Tour noire sur case blanche a8 · Cavalier noir sur case noire b8 · Fou noir sur case blanche c8 · Dame noire sur case noire d8 · Roi noir sur case blanche e8 · Fou noir sur case noire f8 · Cavalier noir sur case blanche g8 · Tour noire sur case noire h8 · Pion noir sur case noire a7 · Pion noir sur case blanche b7 · Pion noir sur case noire c7 · Pion noir sur case blanche f7 · Pion noir sur case noire g7 · Pion noir sur case blanche h7 · Pion noir sur case noire d6 · Pion noir sur case noire e5 · Pion blanc sur case blanche e4 · Cavalier blanc sur case blanche f3 · Pion blanc sur case blanche a2 · Pion blanc sur case noire b2 · Pion blanc sur case blanche c2 · Pion blanc sur case noire d2 · Pion blanc sur case noire f2 · Pion blanc sur case blanche g2 · Pion blanc sur case noire h2 · Tour blanche sur case noire a1 · Cavalier blanc sur case blanche b1 · Fou blanc sur case noire c1 · Dame blanche sur case blanche d1 · Roi blanc sur case noire e1 · Fou blanc sur case blanche f1 · Tour blanche sur case blanche h1 | Tour noire sur case blanche a8 · Cavalier noir sur case noire b8 · Fou noir sur case blanche c8 · Dame noire sur case noire d8 · Roi noir sur case blanche e8 · Fou noir sur case noire f8 · Cavalier noir sur case blanche g8 · Tour noire sur case noire h8 · Pion noir sur case noire a7 · Pion noir sur case blanche b7 · Pion noir sur case noire c7 · Pion noir sur case blanche f7 · Pion noir sur case noire g7 · Pion noir sur case blanche h7 · Pion noir sur case noire d6 · Pion noir sur case noire e5 · Pion blanc sur case blanche e4 · Cavalier blanc sur case blanche f3 · Pion blanc sur case blanche a2 · Pion blanc sur case noire b2 · Pion blanc sur case blanche c2 · Pion blanc sur case noire d2 · Pion blanc sur case noire f2 · Pion blanc sur case blanche g2 · Pion blanc sur case noire h2 · Tour blanche sur case noire a1 · Cavalier blanc sur case blanche b1 · Fou blanc sur case noire c1 · Dame blanche sur case blanche d1 · Roi blanc sur case noire e1 · Fou blanc sur case blanche f1 · Tour blanche sur case blanche h1 | Tour noire sur case blanche a8 · Cavalier noir sur case noire b8 · Fou noir sur case blanche c8 · Dame noire sur case noire d8 · Roi noir sur case blanche e8 · Fou noir sur case noire f8 · Cavalier noir sur case blanche g8 · Tour noire sur case noire h8 · Pion noir sur case noire a7 · Pion noir sur case blanche b7 · Pion noir sur case noire c7 · Pion noir sur case blanche f7 · Pion noir sur case noire g7 · Pion noir sur case blanche h7 · Pion noir sur case noire d6 · Pion noir sur case noire e5 · Pion blanc sur case blanche e4 · Cavalier blanc sur case blanche f3 · Pion blanc sur case blanche a2 · Pion blanc sur case noire b2 · Pion blanc sur case blanche c2 · Pion blanc sur case noire d2 · Pion blanc sur case noire f2 · Pion blanc sur case blanche g2 · Pion blanc sur case noire h2 · Tour blanche sur case noire a1 · Cavalier blanc sur case blanche b1 · Fou blanc sur case noire c1 · Dame blanche sur case blanche d1 · Roi blanc sur case noire e1 · Fou blanc sur case blanche f1 · Tour blanche sur case blanche h1 | Tour noire sur case blanche a8 · Cavalier noir sur case noire b8 · Fou noir sur case blanche c8 · Dame noire sur case noire d8 · Roi noir sur case blanche e8 · Fou noir sur case noire f8 · Cavalier noir sur case blanche g8 · Tour noire sur case noire h8 · Pion noir sur case noire a7 · Pion noir sur case blanche b7 · Pion noir sur case noire c7 · Pion noir sur case blanche f7 · Pion noir sur case noire g7 · Pion noir sur case blanche h7 · Pion noir sur case noire d6 · Pion noir sur case noire e5 · Pion blanc sur case blanche e4 · Cavalier blanc sur case blanche f3 · Pion blanc sur case blanche a2 · Pion blanc sur case noire b2 · Pion blanc sur case blanche c2 · Pion blanc sur case noire d2 · Pion blanc sur case noire f2 · Pion blanc sur case blanche g2 · Pion blanc sur case noire h2 · Tour blanche sur case noire a1 · Cavalier blanc sur case blanche b1 · Fou blanc sur case noire c1 · Dame blanche sur case blanche d1 · Roi blanc sur case noire e1 · Fou blanc sur case blanche f1 · Tour blanche sur case blanche h1 | Tour noire sur case blanche a8 · Cavalier noir sur case noire b8 · Fou noir sur case blanche c8 · Dame noire sur case noire d8 · Roi noir sur case blanche e8 · Fou noir sur case noire f8 · Cavalier noir sur case blanche g8 · Tour noire sur case noire h8 · Pion noir sur case noire a7 · Pion noir sur case blanche b7 · Pion noir sur case noire c7 · Pion noir sur case blanche f7 · Pion noir sur case noire g7 · Pion noir sur case blanche h7 · Pion noir sur case noire d6 · Pion noir sur case noire e5 · Pion blanc sur case blanche e4 · Cavalier blanc sur case blanche f3 · Pion blanc sur case blanche a2 · Pion blanc sur case noire b2 · Pion blanc sur case blanche c2 · Pion blanc sur case noire d2 · Pion blanc sur case noire f2 · Pion blanc sur case blanche g2 · Pion blanc sur case noire h2 · Tour blanche sur case noire a1 · Cavalier blanc sur case blanche b1 · Fou blanc sur case noire c1 · Dame blanche sur case blanche d1 · Roi blanc sur case noire e1 · Fou blanc sur case blanche f1 · Tour blanche sur case blanche h1 | Tour noire sur case blanche a8 · Cavalier noir sur case noire b8 · Fou noir sur case blanche c8 · Dame noire sur case noire d8 · Roi noir sur case blanche e8 · Fou noir sur case noire f8 · Cavalier noir sur case blanche g8 · Tour noire sur case noire h8 · Pion noir sur case noire a7 · Pion noir sur case blanche b7 · Pion noir sur case noire c7 · Pion noir sur case blanche f7 · Pion noir sur case noire g7 · Pion noir sur case blanche h7 · Pion noir sur case noire d6 · Pion noir sur case noire e5 · Pion blanc sur case blanche e4 · Cavalier blanc sur case blanche f3 · Pion blanc sur case blanche a2 · Pion blanc sur case noire b2 · Pion blanc sur case blanche c2 · Pion blanc sur case noire d2 · Pion blanc sur case noire f2 · Pion blanc sur case blanche g2 · Pion blanc sur case noire h2 · Tour blanche sur case noire a1 · Cavalier blanc sur case blanche b1 · Fou blanc sur case noire c1 · Dame blanche sur case blanche d1 · Roi blanc sur case noire e1 · Fou blanc sur case blanche f1 · Tour blanche sur case blanche h1 | 5 |
| 4 | Tour noire sur case blanche a8 · Cavalier noir sur case noire b8 · Fou noir sur case blanche c8 · Dame noire sur case noire d8 · Roi noir sur case blanche e8 · Fou noir sur case noire f8 · Cavalier noir sur case blanche g8 · Tour noire sur case noire h8 · Pion noir sur case noire a7 · Pion noir sur case blanche b7 · Pion noir sur case noire c7 · Pion noir sur case blanche f7 · Pion noir sur case noire g7 · Pion noir sur case blanche h7 · Pion noir sur case noire d6 · Pion noir sur case noire e5 · Pion blanc sur case blanche e4 · Cavalier blanc sur case blanche f3 · Pion blanc sur case blanche a2 · Pion blanc sur case noire b2 · Pion blanc sur case blanche c2 · Pion blanc sur case noire d2 · Pion blanc sur case noire f2 · Pion blanc sur case blanche g2 · Pion blanc sur case noire h2 · Tour blanche sur case noire a1 · Cavalier blanc sur case blanche b1 · Fou blanc sur case noire c1 · Dame blanche sur case blanche d1 · Roi blanc sur case noire e1 · Fou blanc sur case blanche f1 · Tour blanche sur case blanche h1 | Tour noire sur case blanche a8 · Cavalier noir sur case noire b8 · Fou noir sur case blanche c8 · Dame noire sur case noire d8 · Roi noir sur case blanche e8 · Fou noir sur case noire f8 · Cavalier noir sur case blanche g8 · Tour noire sur case noire h8 · Pion noir sur case noire a7 · Pion noir sur case blanche b7 · Pion noir sur case noire c7 · Pion noir sur case blanche f7 · Pion noir sur case noire g7 · Pion noir sur case blanche h7 · Pion noir sur case noire d6 · Pion noir sur case noire e5 · Pion blanc sur case blanche e4 · Cavalier blanc sur case blanche f3 · Pion blanc sur case blanche a2 · Pion blanc sur case noire b2 · Pion blanc sur case blanche c2 · Pion blanc sur case noire d2 · Pion blanc sur case noire f2 · Pion blanc sur case blanche g2 · Pion blanc sur case noire h2 · Tour blanche sur case noire a1 · Cavalier blanc sur case blanche b1 · Fou blanc sur case noire c1 · Dame blanche sur case blanche d1 · Roi blanc sur case noire e1 · Fou blanc sur case blanche f1 · Tour blanche sur case blanche h1 | Tour noire sur case blanche a8 · Cavalier noir sur case noire b8 · Fou noir sur case blanche c8 · Dame noire sur case noire d8 · Roi noir sur case blanche e8 · Fou noir sur case noire f8 · Cavalier noir sur case blanche g8 · Tour noire sur case noire h8 · Pion noir sur case noire a7 · Pion noir sur case blanche b7 · Pion noir sur case noire c7 · Pion noir sur case blanche f7 · Pion noir sur case noire g7 · Pion noir sur case blanche h7 · Pion noir sur case noire d6 · Pion noir sur case noire e5 · Pion blanc sur case blanche e4 · Cavalier blanc sur case blanche f3 · Pion blanc sur case blanche a2 · Pion blanc sur case noire b2 · Pion blanc sur case blanche c2 · Pion blanc sur case noire d2 · Pion blanc sur case noire f2 · Pion blanc sur case blanche g2 · Pion blanc sur case noire h2 · Tour blanche sur case noire a1 · Cavalier blanc sur case blanche b1 · Fou blanc sur case noire c1 · Dame blanche sur case blanche d1 · Roi blanc sur case noire e1 · Fou blanc sur case blanche f1 · Tour blanche sur case blanche h1 | Tour noire sur case blanche a8 · Cavalier noir sur case noire b8 · Fou noir sur case blanche c8 · Dame noire sur case noire d8 · Roi noir sur case blanche e8 · Fou noir sur case noire f8 · Cavalier noir sur case blanche g8 · Tour noire sur case noire h8 · Pion noir sur case noire a7 · Pion noir sur case blanche b7 · Pion noir sur case noire c7 · Pion noir sur case blanche f7 · Pion noir sur case noire g7 · Pion noir sur case blanche h7 · Pion noir sur case noire d6 · Pion noir sur case noire e5 · Pion blanc sur case blanche e4 · Cavalier blanc sur case blanche f3 · Pion blanc sur case blanche a2 · Pion blanc sur case noire b2 · Pion blanc sur case blanche c2 · Pion blanc sur case noire d2 · Pion blanc sur case noire f2 · Pion blanc sur case blanche g2 · Pion blanc sur case noire h2 · Tour blanche sur case noire a1 · Cavalier blanc sur case blanche b1 · Fou blanc sur case noire c1 · Dame blanche sur case blanche d1 · Roi blanc sur case noire e1 · Fou blanc sur case blanche f1 · Tour blanche sur case blanche h1 | Tour noire sur case blanche a8 · Cavalier noir sur case noire b8 · Fou noir sur case blanche c8 · Dame noire sur case noire d8 · Roi noir sur case blanche e8 · Fou noir sur case noire f8 · Cavalier noir sur case blanche g8 · Tour noire sur case noire h8 · Pion noir sur case noire a7 · Pion noir sur case blanche b7 · Pion noir sur case noire c7 · Pion noir sur case blanche f7 · Pion noir sur case noire g7 · Pion noir sur case blanche h7 · Pion noir sur case noire d6 · Pion noir sur case noire e5 · Pion blanc sur case blanche e4 · Cavalier blanc sur case blanche f3 · Pion blanc sur case blanche a2 · Pion blanc sur case noire b2 · Pion blanc sur case blanche c2 · Pion blanc sur case noire d2 · Pion blanc sur case noire f2 · Pion blanc sur case blanche g2 · Pion blanc sur case noire h2 · Tour blanche sur case noire a1 · Cavalier blanc sur case blanche b1 · Fou blanc sur case noire c1 · Dame blanche sur case blanche d1 · Roi blanc sur case noire e1 · Fou blanc sur case blanche f1 · Tour blanche sur case blanche h1 | Tour noire sur case blanche a8 · Cavalier noir sur case noire b8 · Fou noir sur case blanche c8 · Dame noire sur case noire d8 · Roi noir sur case blanche e8 · Fou noir sur case noire f8 · Cavalier noir sur case blanche g8 · Tour noire sur case noire h8 · Pion noir sur case noire a7 · Pion noir sur case blanche b7 · Pion noir sur case noire c7 · Pion noir sur case blanche f7 · Pion noir sur case noire g7 · Pion noir sur case blanche h7 · Pion noir sur case noire d6 · Pion noir sur case noire e5 · Pion blanc sur case blanche e4 · Cavalier blanc sur case blanche f3 · Pion blanc sur case blanche a2 · Pion blanc sur case noire b2 · Pion blanc sur case blanche c2 · Pion blanc sur case noire d2 · Pion blanc sur case noire f2 · Pion blanc sur case blanche g2 · Pion blanc sur case noire h2 · Tour blanche sur case noire a1 · Cavalier blanc sur case blanche b1 · Fou blanc sur case noire c1 · Dame blanche sur case blanche d1 · Roi blanc sur case noire e1 · Fou blanc sur case blanche f1 · Tour blanche sur case blanche h1 | Tour noire sur case blanche a8 · Cavalier noir sur case noire b8 · Fou noir sur case blanche c8 · Dame noire sur case noire d8 · Roi noir sur case blanche e8 · Fou noir sur case noire f8 · Cavalier noir sur case blanche g8 · Tour noire sur case noire h8 · Pion noir sur case noire a7 · Pion noir sur case blanche b7 · Pion noir sur case noire c7 · Pion noir sur case blanche f7 · Pion noir sur case noire g7 · Pion noir sur case blanche h7 · Pion noir sur case noire d6 · Pion noir sur case noire e5 · Pion blanc sur case blanche e4 · Cavalier blanc sur case blanche f3 · Pion blanc sur case blanche a2 · Pion blanc sur case noire b2 · Pion blanc sur case blanche c2 · Pion blanc sur case noire d2 · Pion blanc sur case noire f2 · Pion blanc sur case blanche g2 · Pion blanc sur case noire h2 · Tour blanche sur case noire a1 · Cavalier blanc sur case blanche b1 · Fou blanc sur case noire c1 · Dame blanche sur case blanche d1 · Roi blanc sur case noire e1 · Fou blanc sur case blanche f1 · Tour blanche sur case blanche h1 | Tour noire sur case blanche a8 · Cavalier noir sur case noire b8 · Fou noir sur case blanche c8 · Dame noire sur case noire d8 · Roi noir sur case blanche e8 · Fou noir sur case noire f8 · Cavalier noir sur case blanche g8 · Tour noire sur case noire h8 · Pion noir sur case noire a7 · Pion noir sur case blanche b7 · Pion noir sur case noire c7 · Pion noir sur case blanche f7 · Pion noir sur case noire g7 · Pion noir sur case blanche h7 · Pion noir sur case noire d6 · Pion noir sur case noire e5 · Pion blanc sur case blanche e4 · Cavalier blanc sur case blanche f3 · Pion blanc sur case blanche a2 · Pion blanc sur case noire b2 · Pion blanc sur case blanche c2 · Pion blanc sur case noire d2 · Pion blanc sur case noire f2 · Pion blanc sur case blanche g2 · Pion blanc sur case noire h2 · Tour blanche sur case noire a1 · Cavalier blanc sur case blanche b1 · Fou blanc sur case noire c1 · Dame blanche sur case blanche d1 · Roi blanc sur case noire e1 · Fou blanc sur case blanche f1 · Tour blanche sur case blanche h1 | 4 |
| 3 | Tour noire sur case blanche a8 · Cavalier noir sur case noire b8 · Fou noir sur case blanche c8 · Dame noire sur case noire d8 · Roi noir sur case blanche e8 · Fou noir sur case noire f8 · Cavalier noir sur case blanche g8 · Tour noire sur case noire h8 · Pion noir sur case noire a7 · Pion noir sur case blanche b7 · Pion noir sur case noire c7 · Pion noir sur case blanche f7 · Pion noir sur case noire g7 · Pion noir sur case blanche h7 · Pion noir sur case noire d6 · Pion noir sur case noire e5 · Pion blanc sur case blanche e4 · Cavalier blanc sur case blanche f3 · Pion blanc sur case blanche a2 · Pion blanc sur case noire b2 · Pion blanc sur case blanche c2 · Pion blanc sur case noire d2 · Pion blanc sur case noire f2 · Pion blanc sur case blanche g2 · Pion blanc sur case noire h2 · Tour blanche sur case noire a1 · Cavalier blanc sur case blanche b1 · Fou blanc sur case noire c1 · Dame blanche sur case blanche d1 · Roi blanc sur case noire e1 · Fou blanc sur case blanche f1 · Tour blanche sur case blanche h1 | Tour noire sur case blanche a8 · Cavalier noir sur case noire b8 · Fou noir sur case blanche c8 · Dame noire sur case noire d8 · Roi noir sur case blanche e8 · Fou noir sur case noire f8 · Cavalier noir sur case blanche g8 · Tour noire sur case noire h8 · Pion noir sur case noire a7 · Pion noir sur case blanche b7 · Pion noir sur case noire c7 · Pion noir sur case blanche f7 · Pion noir sur case noire g7 · Pion noir sur case blanche h7 · Pion noir sur case noire d6 · Pion noir sur case noire e5 · Pion blanc sur case blanche e4 · Cavalier blanc sur case blanche f3 · Pion blanc sur case blanche a2 · Pion blanc sur case noire b2 · Pion blanc sur case blanche c2 · Pion blanc sur case noire d2 · Pion blanc sur case noire f2 · Pion blanc sur case blanche g2 · Pion blanc sur case noire h2 · Tour blanche sur case noire a1 · Cavalier blanc sur case blanche b1 · Fou blanc sur case noire c1 · Dame blanche sur case blanche d1 · Roi blanc sur case noire e1 · Fou blanc sur case blanche f1 · Tour blanche sur case blanche h1 | Tour noire sur case blanche a8 · Cavalier noir sur case noire b8 · Fou noir sur case blanche c8 · Dame noire sur case noire d8 · Roi noir sur case blanche e8 · Fou noir sur case noire f8 · Cavalier noir sur case blanche g8 · Tour noire sur case noire h8 · Pion noir sur case noire a7 · Pion noir sur case blanche b7 · Pion noir sur case noire c7 · Pion noir sur case blanche f7 · Pion noir sur case noire g7 · Pion noir sur case blanche h7 · Pion noir sur case noire d6 · Pion noir sur case noire e5 · Pion blanc sur case blanche e4 · Cavalier blanc sur case blanche f3 · Pion blanc sur case blanche a2 · Pion blanc sur case noire b2 · Pion blanc sur case blanche c2 · Pion blanc sur case noire d2 · Pion blanc sur case noire f2 · Pion blanc sur case blanche g2 · Pion blanc sur case noire h2 · Tour blanche sur case noire a1 · Cavalier blanc sur case blanche b1 · Fou blanc sur case noire c1 · Dame blanche sur case blanche d1 · Roi blanc sur case noire e1 · Fou blanc sur case blanche f1 · Tour blanche sur case blanche h1 | Tour noire sur case blanche a8 · Cavalier noir sur case noire b8 · Fou noir sur case blanche c8 · Dame noire sur case noire d8 · Roi noir sur case blanche e8 · Fou noir sur case noire f8 · Cavalier noir sur case blanche g8 · Tour noire sur case noire h8 · Pion noir sur case noire a7 · Pion noir sur case blanche b7 · Pion noir sur case noire c7 · Pion noir sur case blanche f7 · Pion noir sur case noire g7 · Pion noir sur case blanche h7 · Pion noir sur case noire d6 · Pion noir sur case noire e5 · Pion blanc sur case blanche e4 · Cavalier blanc sur case blanche f3 · Pion blanc sur case blanche a2 · Pion blanc sur case noire b2 · Pion blanc sur case blanche c2 · Pion blanc sur case noire d2 · Pion blanc sur case noire f2 · Pion blanc sur case blanche g2 · Pion blanc sur case noire h2 · Tour blanche sur case noire a1 · Cavalier blanc sur case blanche b1 · Fou blanc sur case noire c1 · Dame blanche sur case blanche d1 · Roi blanc sur case noire e1 · Fou blanc sur case blanche f1 · Tour blanche sur case blanche h1 | Tour noire sur case blanche a8 · Cavalier noir sur case noire b8 · Fou noir sur case blanche c8 · Dame noire sur case noire d8 · Roi noir sur case blanche e8 · Fou noir sur case noire f8 · Cavalier noir sur case blanche g8 · Tour noire sur case noire h8 · Pion noir sur case noire a7 · Pion noir sur case blanche b7 · Pion noir sur case noire c7 · Pion noir sur case blanche f7 · Pion noir sur case noire g7 · Pion noir sur case blanche h7 · Pion noir sur case noire d6 · Pion noir sur case noire e5 · Pion blanc sur case blanche e4 · Cavalier blanc sur case blanche f3 · Pion blanc sur case blanche a2 · Pion blanc sur case noire b2 · Pion blanc sur case blanche c2 · Pion blanc sur case noire d2 · Pion blanc sur case noire f2 · Pion blanc sur case blanche g2 · Pion blanc sur case noire h2 · Tour blanche sur case noire a1 · Cavalier blanc sur case blanche b1 · Fou blanc sur case noire c1 · Dame blanche sur case blanche d1 · Roi blanc sur case noire e1 · Fou blanc sur case blanche f1 · Tour blanche sur case blanche h1 | Tour noire sur case blanche a8 · Cavalier noir sur case noire b8 · Fou noir sur case blanche c8 · Dame noire sur case noire d8 · Roi noir sur case blanche e8 · Fou noir sur case noire f8 · Cavalier noir sur case blanche g8 · Tour noire sur case noire h8 · Pion noir sur case noire a7 · Pion noir sur case blanche b7 · Pion noir sur case noire c7 · Pion noir sur case blanche f7 · Pion noir sur case noire g7 · Pion noir sur case blanche h7 · Pion noir sur case noire d6 · Pion noir sur case noire e5 · Pion blanc sur case blanche e4 · Cavalier blanc sur case blanche f3 · Pion blanc sur case blanche a2 · Pion blanc sur case noire b2 · Pion blanc sur case blanche c2 · Pion blanc sur case noire d2 · Pion blanc sur case noire f2 · Pion blanc sur case blanche g2 · Pion blanc sur case noire h2 · Tour blanche sur case noire a1 · Cavalier blanc sur case blanche b1 · Fou blanc sur case noire c1 · Dame blanche sur case blanche d1 · Roi blanc sur case noire e1 · Fou blanc sur case blanche f1 · Tour blanche sur case blanche h1 | Tour noire sur case blanche a8 · Cavalier noir sur case noire b8 · Fou noir sur case blanche c8 · Dame noire sur case noire d8 · Roi noir sur case blanche e8 · Fou noir sur case noire f8 · Cavalier noir sur case blanche g8 · Tour noire sur case noire h8 · Pion noir sur case noire a7 · Pion noir sur case blanche b7 · Pion noir sur case noire c7 · Pion noir sur case blanche f7 · Pion noir sur case noire g7 · Pion noir sur case blanche h7 · Pion noir sur case noire d6 · Pion noir sur case noire e5 · Pion blanc sur case blanche e4 · Cavalier blanc sur case blanche f3 · Pion blanc sur case blanche a2 · Pion blanc sur case noire b2 · Pion blanc sur case blanche c2 · Pion blanc sur case noire d2 · Pion blanc sur case noire f2 · Pion blanc sur case blanche g2 · Pion blanc sur case noire h2 · Tour blanche sur case noire a1 · Cavalier blanc sur case blanche b1 · Fou blanc sur case noire c1 · Dame blanche sur case blanche d1 · Roi blanc sur case noire e1 · Fou blanc sur case blanche f1 · Tour blanche sur case blanche h1 | Tour noire sur case blanche a8 · Cavalier noir sur case noire b8 · Fou noir sur case blanche c8 · Dame noire sur case noire d8 · Roi noir sur case blanche e8 · Fou noir sur case noire f8 · Cavalier noir sur case blanche g8 · Tour noire sur case noire h8 · Pion noir sur case noire a7 · Pion noir sur case blanche b7 · Pion noir sur case noire c7 · Pion noir sur case blanche f7 · Pion noir sur case noire g7 · Pion noir sur case blanche h7 · Pion noir sur case noire d6 · Pion noir sur case noire e5 · Pion blanc sur case blanche e4 · Cavalier blanc sur case blanche f3 · Pion blanc sur case blanche a2 · Pion blanc sur case noire b2 · Pion blanc sur case blanche c2 · Pion blanc sur case noire d2 · Pion blanc sur case noire f2 · Pion blanc sur case blanche g2 · Pion blanc sur case noire h2 · Tour blanche sur case noire a1 · Cavalier blanc sur case blanche b1 · Fou blanc sur case noire c1 · Dame blanche sur case blanche d1 · Roi blanc sur case noire e1 · Fou blanc sur case blanche f1 · Tour blanche sur case blanche h1 | 3 |
| 2 | Tour noire sur case blanche a8 · Cavalier noir sur case noire b8 · Fou noir sur case blanche c8 · Dame noire sur case noire d8 · Roi noir sur case blanche e8 · Fou noir sur case noire f8 · Cavalier noir sur case blanche g8 · Tour noire sur case noire h8 · Pion noir sur case noire a7 · Pion noir sur case blanche b7 · Pion noir sur case noire c7 · Pion noir sur case blanche f7 · Pion noir sur case noire g7 · Pion noir sur case blanche h7 · Pion noir sur case noire d6 · Pion noir sur case noire e5 · Pion blanc sur case blanche e4 · Cavalier blanc sur case blanche f3 · Pion blanc sur case blanche a2 · Pion blanc sur case noire b2 · Pion blanc sur case blanche c2 · Pion blanc sur case noire d2 · Pion blanc sur case noire f2 · Pion blanc sur case blanche g2 · Pion blanc sur case noire h2 · Tour blanche sur case noire a1 · Cavalier blanc sur case blanche b1 · Fou blanc sur case noire c1 · Dame blanche sur case blanche d1 · Roi blanc sur case noire e1 · Fou blanc sur case blanche f1 · Tour blanche sur case blanche h1 | Tour noire sur case blanche a8 · Cavalier noir sur case noire b8 · Fou noir sur case blanche c8 · Dame noire sur case noire d8 · Roi noir sur case blanche e8 · Fou noir sur case noire f8 · Cavalier noir sur case blanche g8 · Tour noire sur case noire h8 · Pion noir sur case noire a7 · Pion noir sur case blanche b7 · Pion noir sur case noire c7 · Pion noir sur case blanche f7 · Pion noir sur case noire g7 · Pion noir sur case blanche h7 · Pion noir sur case noire d6 · Pion noir sur case noire e5 · Pion blanc sur case blanche e4 · Cavalier blanc sur case blanche f3 · Pion blanc sur case blanche a2 · Pion blanc sur case noire b2 · Pion blanc sur case blanche c2 · Pion blanc sur case noire d2 · Pion blanc sur case noire f2 · Pion blanc sur case blanche g2 · Pion blanc sur case noire h2 · Tour blanche sur case noire a1 · Cavalier blanc sur case blanche b1 · Fou blanc sur case noire c1 · Dame blanche sur case blanche d1 · Roi blanc sur case noire e1 · Fou blanc sur case blanche f1 · Tour blanche sur case blanche h1 | Tour noire sur case blanche a8 · Cavalier noir sur case noire b8 · Fou noir sur case blanche c8 · Dame noire sur case noire d8 · Roi noir sur case blanche e8 · Fou noir sur case noire f8 · Cavalier noir sur case blanche g8 · Tour noire sur case noire h8 · Pion noir sur case noire a7 · Pion noir sur case blanche b7 · Pion noir sur case noire c7 · Pion noir sur case blanche f7 · Pion noir sur case noire g7 · Pion noir sur case blanche h7 · Pion noir sur case noire d6 · Pion noir sur case noire e5 · Pion blanc sur case blanche e4 · Cavalier blanc sur case blanche f3 · Pion blanc sur case blanche a2 · Pion blanc sur case noire b2 · Pion blanc sur case blanche c2 · Pion blanc sur case noire d2 · Pion blanc sur case noire f2 · Pion blanc sur case blanche g2 · Pion blanc sur case noire h2 · Tour blanche sur case noire a1 · Cavalier blanc sur case blanche b1 · Fou blanc sur case noire c1 · Dame blanche sur case blanche d1 · Roi blanc sur case noire e1 · Fou blanc sur case blanche f1 · Tour blanche sur case blanche h1 | Tour noire sur case blanche a8 · Cavalier noir sur case noire b8 · Fou noir sur case blanche c8 · Dame noire sur case noire d8 · Roi noir sur case blanche e8 · Fou noir sur case noire f8 · Cavalier noir sur case blanche g8 · Tour noire sur case noire h8 · Pion noir sur case noire a7 · Pion noir sur case blanche b7 · Pion noir sur case noire c7 · Pion noir sur case blanche f7 · Pion noir sur case noire g7 · Pion noir sur case blanche h7 · Pion noir sur case noire d6 · Pion noir sur case noire e5 · Pion blanc sur case blanche e4 · Cavalier blanc sur case blanche f3 · Pion blanc sur case blanche a2 · Pion blanc sur case noire b2 · Pion blanc sur case blanche c2 · Pion blanc sur case noire d2 · Pion blanc sur case noire f2 · Pion blanc sur case blanche g2 · Pion blanc sur case noire h2 · Tour blanche sur case noire a1 · Cavalier blanc sur case blanche b1 · Fou blanc sur case noire c1 · Dame blanche sur case blanche d1 · Roi blanc sur case noire e1 · Fou blanc sur case blanche f1 · Tour blanche sur case blanche h1 | Tour noire sur case blanche a8 · Cavalier noir sur case noire b8 · Fou noir sur case blanche c8 · Dame noire sur case noire d8 · Roi noir sur case blanche e8 · Fou noir sur case noire f8 · Cavalier noir sur case blanche g8 · Tour noire sur case noire h8 · Pion noir sur case noire a7 · Pion noir sur case blanche b7 · Pion noir sur case noire c7 · Pion noir sur case blanche f7 · Pion noir sur case noire g7 · Pion noir sur case blanche h7 · Pion noir sur case noire d6 · Pion noir sur case noire e5 · Pion blanc sur case blanche e4 · Cavalier blanc sur case blanche f3 · Pion blanc sur case blanche a2 · Pion blanc sur case noire b2 · Pion blanc sur case blanche c2 · Pion blanc sur case noire d2 · Pion blanc sur case noire f2 · Pion blanc sur case blanche g2 · Pion blanc sur case noire h2 · Tour blanche sur case noire a1 · Cavalier blanc sur case blanche b1 · Fou blanc sur case noire c1 · Dame blanche sur case blanche d1 · Roi blanc sur case noire e1 · Fou blanc sur case blanche f1 · Tour blanche sur case blanche h1 | Tour noire sur case blanche a8 · Cavalier noir sur case noire b8 · Fou noir sur case blanche c8 · Dame noire sur case noire d8 · Roi noir sur case blanche e8 · Fou noir sur case noire f8 · Cavalier noir sur case blanche g8 · Tour noire sur case noire h8 · Pion noir sur case noire a7 · Pion noir sur case blanche b7 · Pion noir sur case noire c7 · Pion noir sur case blanche f7 · Pion noir sur case noire g7 · Pion noir sur case blanche h7 · Pion noir sur case noire d6 · Pion noir sur case noire e5 · Pion blanc sur case blanche e4 · Cavalier blanc sur case blanche f3 · Pion blanc sur case blanche a2 · Pion blanc sur case noire b2 · Pion blanc sur case blanche c2 · Pion blanc sur case noire d2 · Pion blanc sur case noire f2 · Pion blanc sur case blanche g2 · Pion blanc sur case noire h2 · Tour blanche sur case noire a1 · Cavalier blanc sur case blanche b1 · Fou blanc sur case noire c1 · Dame blanche sur case blanche d1 · Roi blanc sur case noire e1 · Fou blanc sur case blanche f1 · Tour blanche sur case blanche h1 | Tour noire sur case blanche a8 · Cavalier noir sur case noire b8 · Fou noir sur case blanche c8 · Dame noire sur case noire d8 · Roi noir sur case blanche e8 · Fou noir sur case noire f8 · Cavalier noir sur case blanche g8 · Tour noire sur case noire h8 · Pion noir sur case noire a7 · Pion noir sur case blanche b7 · Pion noir sur case noire c7 · Pion noir sur case blanche f7 · Pion noir sur case noire g7 · Pion noir sur case blanche h7 · Pion noir sur case noire d6 · Pion noir sur case noire e5 · Pion blanc sur case blanche e4 · Cavalier blanc sur case blanche f3 · Pion blanc sur case blanche a2 · Pion blanc sur case noire b2 · Pion blanc sur case blanche c2 · Pion blanc sur case noire d2 · Pion blanc sur case noire f2 · Pion blanc sur case blanche g2 · Pion blanc sur case noire h2 · Tour blanche sur case noire a1 · Cavalier blanc sur case blanche b1 · Fou blanc sur case noire c1 · Dame blanche sur case blanche d1 · Roi blanc sur case noire e1 · Fou blanc sur case blanche f1 · Tour blanche sur case blanche h1 | Tour noire sur case blanche a8 · Cavalier noir sur case noire b8 · Fou noir sur case blanche c8 · Dame noire sur case noire d8 · Roi noir sur case blanche e8 · Fou noir sur case noire f8 · Cavalier noir sur case blanche g8 · Tour noire sur case noire h8 · Pion noir sur case noire a7 · Pion noir sur case blanche b7 · Pion noir sur case noire c7 · Pion noir sur case blanche f7 · Pion noir sur case noire g7 · Pion noir sur case blanche h7 · Pion noir sur case noire d6 · Pion noir sur case noire e5 · Pion blanc sur case blanche e4 · Cavalier blanc sur case blanche f3 · Pion blanc sur case blanche a2 · Pion blanc sur case noire b2 · Pion blanc sur case blanche c2 · Pion blanc sur case noire d2 · Pion blanc sur case noire f2 · Pion blanc sur case blanche g2 · Pion blanc sur case noire h2 · Tour blanche sur case noire a1 · Cavalier blanc sur case blanche b1 · Fou blanc sur case noire c1 · Dame blanche sur case blanche d1 · Roi blanc sur case noire e1 · Fou blanc sur case blanche f1 · Tour blanche sur case blanche h1 | 2 |
| 1 | Tour noire sur case blanche a8 · Cavalier noir sur case noire b8 · Fou noir sur case blanche c8 · Dame noire sur case noire d8 · Roi noir sur case blanche e8 · Fou noir sur case noire f8 · Cavalier noir sur case blanche g8 · Tour noire sur case noire h8 · Pion noir sur case noire a7 · Pion noir sur case blanche b7 · Pion noir sur case noire c7 · Pion noir sur case blanche f7 · Pion noir sur case noire g7 · Pion noir sur case blanche h7 · Pion noir sur case noire d6 · Pion noir sur case noire e5 · Pion blanc sur case blanche e4 · Cavalier blanc sur case blanche f3 · Pion blanc sur case blanche a2 · Pion blanc sur case noire b2 · Pion blanc sur case blanche c2 · Pion blanc sur case noire d2 · Pion blanc sur case noire f2 · Pion blanc sur case blanche g2 · Pion blanc sur case noire h2 · Tour blanche sur case noire a1 · Cavalier blanc sur case blanche b1 · Fou blanc sur case noire c1 · Dame blanche sur case blanche d1 · Roi blanc sur case noire e1 · Fou blanc sur case blanche f1 · Tour blanche sur case blanche h1 | Tour noire sur case blanche a8 · Cavalier noir sur case noire b8 · Fou noir sur case blanche c8 · Dame noire sur case noire d8 · Roi noir sur case blanche e8 · Fou noir sur case noire f8 · Cavalier noir sur case blanche g8 · Tour noire sur case noire h8 · Pion noir sur case noire a7 · Pion noir sur case blanche b7 · Pion noir sur case noire c7 · Pion noir sur case blanche f7 · Pion noir sur case noire g7 · Pion noir sur case blanche h7 · Pion noir sur case noire d6 · Pion noir sur case noire e5 · Pion blanc sur case blanche e4 · Cavalier blanc sur case blanche f3 · Pion blanc sur case blanche a2 · Pion blanc sur case noire b2 · Pion blanc sur case blanche c2 · Pion blanc sur case noire d2 · Pion blanc sur case noire f2 · Pion blanc sur case blanche g2 · Pion blanc sur case noire h2 · Tour blanche sur case noire a1 · Cavalier blanc sur case blanche b1 · Fou blanc sur case noire c1 · Dame blanche sur case blanche d1 · Roi blanc sur case noire e1 · Fou blanc sur case blanche f1 · Tour blanche sur case blanche h1 | Tour noire sur case blanche a8 · Cavalier noir sur case noire b8 · Fou noir sur case blanche c8 · Dame noire sur case noire d8 · Roi noir sur case blanche e8 · Fou noir sur case noire f8 · Cavalier noir sur case blanche g8 · Tour noire sur case noire h8 · Pion noir sur case noire a7 · Pion noir sur case blanche b7 · Pion noir sur case noire c7 · Pion noir sur case blanche f7 · Pion noir sur case noire g7 · Pion noir sur case blanche h7 · Pion noir sur case noire d6 · Pion noir sur case noire e5 · Pion blanc sur case blanche e4 · Cavalier blanc sur case blanche f3 · Pion blanc sur case blanche a2 · Pion blanc sur case noire b2 · Pion blanc sur case blanche c2 · Pion blanc sur case noire d2 · Pion blanc sur case noire f2 · Pion blanc sur case blanche g2 · Pion blanc sur case noire h2 · Tour blanche sur case noire a1 · Cavalier blanc sur case blanche b1 · Fou blanc sur case noire c1 · Dame blanche sur case blanche d1 · Roi blanc sur case noire e1 · Fou blanc sur case blanche f1 · Tour blanche sur case blanche h1 | Tour noire sur case blanche a8 · Cavalier noir sur case noire b8 · Fou noir sur case blanche c8 · Dame noire sur case noire d8 · Roi noir sur case blanche e8 · Fou noir sur case noire f8 · Cavalier noir sur case blanche g8 · Tour noire sur case noire h8 · Pion noir sur case noire a7 · Pion noir sur case blanche b7 · Pion noir sur case noire c7 · Pion noir sur case blanche f7 · Pion noir sur case noire g7 · Pion noir sur case blanche h7 · Pion noir sur case noire d6 · Pion noir sur case noire e5 · Pion blanc sur case blanche e4 · Cavalier blanc sur case blanche f3 · Pion blanc sur case blanche a2 · Pion blanc sur case noire b2 · Pion blanc sur case blanche c2 · Pion blanc sur case noire d2 · Pion blanc sur case noire f2 · Pion blanc sur case blanche g2 · Pion blanc sur case noire h2 · Tour blanche sur case noire a1 · Cavalier blanc sur case blanche b1 · Fou blanc sur case noire c1 · Dame blanche sur case blanche d1 · Roi blanc sur case noire e1 · Fou blanc sur case blanche f1 · Tour blanche sur case blanche h1 | Tour noire sur case blanche a8 · Cavalier noir sur case noire b8 · Fou noir sur case blanche c8 · Dame noire sur case noire d8 · Roi noir sur case blanche e8 · Fou noir sur case noire f8 · Cavalier noir sur case blanche g8 · Tour noire sur case noire h8 · Pion noir sur case noire a7 · Pion noir sur case blanche b7 · Pion noir sur case noire c7 · Pion noir sur case blanche f7 · Pion noir sur case noire g7 · Pion noir sur case blanche h7 · Pion noir sur case noire d6 · Pion noir sur case noire e5 · Pion blanc sur case blanche e4 · Cavalier blanc sur case blanche f3 · Pion blanc sur case blanche a2 · Pion blanc sur case noire b2 · Pion blanc sur case blanche c2 · Pion blanc sur case noire d2 · Pion blanc sur case noire f2 · Pion blanc sur case blanche g2 · Pion blanc sur case noire h2 · Tour blanche sur case noire a1 · Cavalier blanc sur case blanche b1 · Fou blanc sur case noire c1 · Dame blanche sur case blanche d1 · Roi blanc sur case noire e1 · Fou blanc sur case blanche f1 · Tour blanche sur case blanche h1 | Tour noire sur case blanche a8 · Cavalier noir sur case noire b8 · Fou noir sur case blanche c8 · Dame noire sur case noire d8 · Roi noir sur case blanche e8 · Fou noir sur case noire f8 · Cavalier noir sur case blanche g8 · Tour noire sur case noire h8 · Pion noir sur case noire a7 · Pion noir sur case blanche b7 · Pion noir sur case noire c7 · Pion noir sur case blanche f7 · Pion noir sur case noire g7 · Pion noir sur case blanche h7 · Pion noir sur case noire d6 · Pion noir sur case noire e5 · Pion blanc sur case blanche e4 · Cavalier blanc sur case blanche f3 · Pion blanc sur case blanche a2 · Pion blanc sur case noire b2 · Pion blanc sur case blanche c2 · Pion blanc sur case noire d2 · Pion blanc sur case noire f2 · Pion blanc sur case blanche g2 · Pion blanc sur case noire h2 · Tour blanche sur case noire a1 · Cavalier blanc sur case blanche b1 · Fou blanc sur case noire c1 · Dame blanche sur case blanche d1 · Roi blanc sur case noire e1 · Fou blanc sur case blanche f1 · Tour blanche sur case blanche h1 | Tour noire sur case blanche a8 · Cavalier noir sur case noire b8 · Fou noir sur case blanche c8 · Dame noire sur case noire d8 · Roi noir sur case blanche e8 · Fou noir sur case noire f8 · Cavalier noir sur case blanche g8 · Tour noire sur case noire h8 · Pion noir sur case noire a7 · Pion noir sur case blanche b7 · Pion noir sur case noire c7 · Pion noir sur case blanche f7 · Pion noir sur case noire g7 · Pion noir sur case blanche h7 · Pion noir sur case noire d6 · Pion noir sur case noire e5 · Pion blanc sur case blanche e4 · Cavalier blanc sur case blanche f3 · Pion blanc sur case blanche a2 · Pion blanc sur case noire b2 · Pion blanc sur case blanche c2 · Pion blanc sur case noire d2 · Pion blanc sur case noire f2 · Pion blanc sur case blanche g2 · Pion blanc sur case noire h2 · Tour blanche sur case noire a1 · Cavalier blanc sur case blanche b1 · Fou blanc sur case noire c1 · Dame blanche sur case blanche d1 · Roi blanc sur case noire e1 · Fou blanc sur case blanche f1 · Tour blanche sur case blanche h1 | Tour noire sur case blanche a8 · Cavalier noir sur case noire b8 · Fou noir sur case blanche c8 · Dame noire sur case noire d8 · Roi noir sur case blanche e8 · Fou noir sur case noire f8 · Cavalier noir sur case blanche g8 · Tour noire sur case noire h8 · Pion noir sur case noire a7 · Pion noir sur case blanche b7 · Pion noir sur case noire c7 · Pion noir sur case blanche f7 · Pion noir sur case noire g7 · Pion noir sur case blanche h7 · Pion noir sur case noire d6 · Pion noir sur case noire e5 · Pion blanc sur case blanche e4 · Cavalier blanc sur case blanche f3 · Pion blanc sur case blanche a2 · Pion blanc sur case noire b2 · Pion blanc sur case blanche c2 · Pion blanc sur case noire d2 · Pion blanc sur case noire f2 · Pion blanc sur case blanche g2 · Pion blanc sur case noire h2 · Tour blanche sur case noire a1 · Cavalier blanc sur case blanche b1 · Fou blanc sur case noire c1 · Dame blanche sur case blanche d1 · Roi blanc sur case noire e1 · Fou blanc sur case blanche f1 · Tour blanche sur case blanche h1 | 1 |
|   | a | b | c | d | e | f | g | h |   |

On lui doit aussi la fameuse maxime « Les pions sont l'âme des échecs » et la « position de Philidor », très importante pour la fin de partie Tour et pion contre Tour.
Son analyse de la fin de partie Tour et Fou contre Tour fait encore autorité. Dans son ouvrage L'Analyse du Jeu des échecs, il étudie l'ouverture qui porte son nom (la défense Philidor) : 1. e4 e5 2. Cf3 d6.

### Philidor et la théorie des ouvertures
L'Analyse des échecs n'est pas un livre étudiant les ouvertures. Contrairement à ses prédécesseurs italiens et à ses contemporains de l'École de Modène, qui cherchaient à obtenir un gain rapide en comptant sur une erreur de l'adversaire dans les complexités de la partie italienne et du gambit du roi, Philidor cherche à établir des règles générales sur la conduite d'une partie d'échecs : 

« Je reviens à Don Pietro Carrera qui, selon toute apparence, a servi de modèle au Calabrois [le Calabrais] et à d'autres Auteurs ; cependant ni lui, ni aucun d'eux ne nous ont donné, (malgré leur grande Prolixité) que des instructions imparfaites, et insuffisantes pour former un bon joueur. Ils se sont uniquement appliqués à ne nous donner que des ouvertures de jeux, et ensuite ils nous abandonnent au soin d'en étudier les fins; de sorte que le joueur reste à peu près aussi embarrassé que s'il eut été contraint de commencer la Partie sans instruction. Cunningham et Bertin nous donnent des Gambits qu'ils font perdre ou gagner en faisant mal jouer l'adversaire. Il n'est pas douteux qu'ils n'aient trouvé leur compte dans une méthode si facile et si peu laborieuse, mais aussi, quelle utilité un Amateur peut-il tirer d'une instruction semblable ? J'ai connu des Joueurs d'Échecs qui savaient tout le Calabrois et d'autres auteurs par cœur, et qui après avoir joué les 4 ou 5 premiers coups, ne savaient plus où donner de la tête; mais j'ose dire hardiment que celui qui saura mettre en usage les règles que je donne ici, ne sera jamais dans le même cas. »

— Philidor, L'Analyse des échecs, préface p. XVIII
Cependant, Philidor expose dans son livre des parties complètes. Les ouvertures de ces parties sont choisies pour illustrer ses conceptions stratégiques. Dans le Jeu ouvert il préfère à la sortie du Cavalier du Roi le début du fou, car « en général on doit éviter de sortir les pièces devant les pions ». Après 1. e4 e5 2. Cf3, au lieu de 2... Cc6 qui était considéré comme le meilleur coup depuis Damiano, il préconise 2... d6, la défense Philidor, qui est selon lui la réfutation de 2. Cf3 : « en jouant le Cavalier du Roi au second Coup, c'est tellement mal joué, que l'on ne peut éviter de perdre l'attaque et de la donner à son Adversaire ». L'idée de Philidor était d'attaquer ensuite le pion e4 en jouant 3... f5, quel que soit le troisième coup des Blancs. Mais seule la variante 1. e4 e5 2. Cf3 d6 3. d4 f5 porte aujourd'hui le nom de « gambit Philidor », et elle est réfutée, alors que contre les autres coups blancs que 3. d4, 3... f5 reste jouable selon Reuben Fine.
Dans L'analyse des échecs, sont aussi présentées d'autres ouvertures, plusieurs variantes du gambit du roi, dont une défense moderne (3... d5) que Philidor considère comme fausse, une défense sicilienne et un gambit dame, qu'il dit avoir le premier étudié sérieusement : « je me flatte d'en avoir trouvé la véritable défense ».
Cependant les variantes données dans L'analyse ne sont plus jouées au haut niveau, et ont été la plupart du temps réfutées par les progrès de la théorie des ouvertures dès l'époque de la Pléiade berlinoise.
Dans le Début du fou, les coups 1. e4 e5 2. Fc4 Fc5 3. c3 caractérisent la « variante Philidor », 1. e4 e5 2. Fc4 c6 la « contre-attaque Philidor ». Dans le gambit du roi, le « gambit Philidor » s'obtient après les coups : 1. e4 e5 2. f4 exf4 3. Cf3 g5 4. Fc4 Fg7 5. h4 h6 ou 3... h6 4. Fc4 g5 5. h4 Fg7.

### Les études de finales
|   | a | b | c | d | e | f | g | h |   |
| 8 | Roi noir sur case blanche e8 · Tour blanche sur case blanche h7 · Tour noire sur case blanche a6 · Pion blanc sur case noire e5 · Roi blanc sur case blanche f5 | Roi noir sur case blanche e8 · Tour blanche sur case blanche h7 · Tour noire sur case blanche a6 · Pion blanc sur case noire e5 · Roi blanc sur case blanche f5 | Roi noir sur case blanche e8 · Tour blanche sur case blanche h7 · Tour noire sur case blanche a6 · Pion blanc sur case noire e5 · Roi blanc sur case blanche f5 | Roi noir sur case blanche e8 · Tour blanche sur case blanche h7 · Tour noire sur case blanche a6 · Pion blanc sur case noire e5 · Roi blanc sur case blanche f5 | Roi noir sur case blanche e8 · Tour blanche sur case blanche h7 · Tour noire sur case blanche a6 · Pion blanc sur case noire e5 · Roi blanc sur case blanche f5 | Roi noir sur case blanche e8 · Tour blanche sur case blanche h7 · Tour noire sur case blanche a6 · Pion blanc sur case noire e5 · Roi blanc sur case blanche f5 | Roi noir sur case blanche e8 · Tour blanche sur case blanche h7 · Tour noire sur case blanche a6 · Pion blanc sur case noire e5 · Roi blanc sur case blanche f5 | Roi noir sur case blanche e8 · Tour blanche sur case blanche h7 · Tour noire sur case blanche a6 · Pion blanc sur case noire e5 · Roi blanc sur case blanche f5 | 8 |
| 7 | Roi noir sur case blanche e8 · Tour blanche sur case blanche h7 · Tour noire sur case blanche a6 · Pion blanc sur case noire e5 · Roi blanc sur case blanche f5 | Roi noir sur case blanche e8 · Tour blanche sur case blanche h7 · Tour noire sur case blanche a6 · Pion blanc sur case noire e5 · Roi blanc sur case blanche f5 | Roi noir sur case blanche e8 · Tour blanche sur case blanche h7 · Tour noire sur case blanche a6 · Pion blanc sur case noire e5 · Roi blanc sur case blanche f5 | Roi noir sur case blanche e8 · Tour blanche sur case blanche h7 · Tour noire sur case blanche a6 · Pion blanc sur case noire e5 · Roi blanc sur case blanche f5 | Roi noir sur case blanche e8 · Tour blanche sur case blanche h7 · Tour noire sur case blanche a6 · Pion blanc sur case noire e5 · Roi blanc sur case blanche f5 | Roi noir sur case blanche e8 · Tour blanche sur case blanche h7 · Tour noire sur case blanche a6 · Pion blanc sur case noire e5 · Roi blanc sur case blanche f5 | Roi noir sur case blanche e8 · Tour blanche sur case blanche h7 · Tour noire sur case blanche a6 · Pion blanc sur case noire e5 · Roi blanc sur case blanche f5 | Roi noir sur case blanche e8 · Tour blanche sur case blanche h7 · Tour noire sur case blanche a6 · Pion blanc sur case noire e5 · Roi blanc sur case blanche f5 | 7 |
| 6 | Roi noir sur case blanche e8 · Tour blanche sur case blanche h7 · Tour noire sur case blanche a6 · Pion blanc sur case noire e5 · Roi blanc sur case blanche f5 | Roi noir sur case blanche e8 · Tour blanche sur case blanche h7 · Tour noire sur case blanche a6 · Pion blanc sur case noire e5 · Roi blanc sur case blanche f5 | Roi noir sur case blanche e8 · Tour blanche sur case blanche h7 · Tour noire sur case blanche a6 · Pion blanc sur case noire e5 · Roi blanc sur case blanche f5 | Roi noir sur case blanche e8 · Tour blanche sur case blanche h7 · Tour noire sur case blanche a6 · Pion blanc sur case noire e5 · Roi blanc sur case blanche f5 | Roi noir sur case blanche e8 · Tour blanche sur case blanche h7 · Tour noire sur case blanche a6 · Pion blanc sur case noire e5 · Roi blanc sur case blanche f5 | Roi noir sur case blanche e8 · Tour blanche sur case blanche h7 · Tour noire sur case blanche a6 · Pion blanc sur case noire e5 · Roi blanc sur case blanche f5 | Roi noir sur case blanche e8 · Tour blanche sur case blanche h7 · Tour noire sur case blanche a6 · Pion blanc sur case noire e5 · Roi blanc sur case blanche f5 | Roi noir sur case blanche e8 · Tour blanche sur case blanche h7 · Tour noire sur case blanche a6 · Pion blanc sur case noire e5 · Roi blanc sur case blanche f5 | 6 |
| 5 | Roi noir sur case blanche e8 · Tour blanche sur case blanche h7 · Tour noire sur case blanche a6 · Pion blanc sur case noire e5 · Roi blanc sur case blanche f5 | Roi noir sur case blanche e8 · Tour blanche sur case blanche h7 · Tour noire sur case blanche a6 · Pion blanc sur case noire e5 · Roi blanc sur case blanche f5 | Roi noir sur case blanche e8 · Tour blanche sur case blanche h7 · Tour noire sur case blanche a6 · Pion blanc sur case noire e5 · Roi blanc sur case blanche f5 | Roi noir sur case blanche e8 · Tour blanche sur case blanche h7 · Tour noire sur case blanche a6 · Pion blanc sur case noire e5 · Roi blanc sur case blanche f5 | Roi noir sur case blanche e8 · Tour blanche sur case blanche h7 · Tour noire sur case blanche a6 · Pion blanc sur case noire e5 · Roi blanc sur case blanche f5 | Roi noir sur case blanche e8 · Tour blanche sur case blanche h7 · Tour noire sur case blanche a6 · Pion blanc sur case noire e5 · Roi blanc sur case blanche f5 | Roi noir sur case blanche e8 · Tour blanche sur case blanche h7 · Tour noire sur case blanche a6 · Pion blanc sur case noire e5 · Roi blanc sur case blanche f5 | Roi noir sur case blanche e8 · Tour blanche sur case blanche h7 · Tour noire sur case blanche a6 · Pion blanc sur case noire e5 · Roi blanc sur case blanche f5 | 5 |
| 4 | Roi noir sur case blanche e8 · Tour blanche sur case blanche h7 · Tour noire sur case blanche a6 · Pion blanc sur case noire e5 · Roi blanc sur case blanche f5 | Roi noir sur case blanche e8 · Tour blanche sur case blanche h7 · Tour noire sur case blanche a6 · Pion blanc sur case noire e5 · Roi blanc sur case blanche f5 | Roi noir sur case blanche e8 · Tour blanche sur case blanche h7 · Tour noire sur case blanche a6 · Pion blanc sur case noire e5 · Roi blanc sur case blanche f5 | Roi noir sur case blanche e8 · Tour blanche sur case blanche h7 · Tour noire sur case blanche a6 · Pion blanc sur case noire e5 · Roi blanc sur case blanche f5 | Roi noir sur case blanche e8 · Tour blanche sur case blanche h7 · Tour noire sur case blanche a6 · Pion blanc sur case noire e5 · Roi blanc sur case blanche f5 | Roi noir sur case blanche e8 · Tour blanche sur case blanche h7 · Tour noire sur case blanche a6 · Pion blanc sur case noire e5 · Roi blanc sur case blanche f5 | Roi noir sur case blanche e8 · Tour blanche sur case blanche h7 · Tour noire sur case blanche a6 · Pion blanc sur case noire e5 · Roi blanc sur case blanche f5 | Roi noir sur case blanche e8 · Tour blanche sur case blanche h7 · Tour noire sur case blanche a6 · Pion blanc sur case noire e5 · Roi blanc sur case blanche f5 | 4 |
| 3 | Roi noir sur case blanche e8 · Tour blanche sur case blanche h7 · Tour noire sur case blanche a6 · Pion blanc sur case noire e5 · Roi blanc sur case blanche f5 | Roi noir sur case blanche e8 · Tour blanche sur case blanche h7 · Tour noire sur case blanche a6 · Pion blanc sur case noire e5 · Roi blanc sur case blanche f5 | Roi noir sur case blanche e8 · Tour blanche sur case blanche h7 · Tour noire sur case blanche a6 · Pion blanc sur case noire e5 · Roi blanc sur case blanche f5 | Roi noir sur case blanche e8 · Tour blanche sur case blanche h7 · Tour noire sur case blanche a6 · Pion blanc sur case noire e5 · Roi blanc sur case blanche f5 | Roi noir sur case blanche e8 · Tour blanche sur case blanche h7 · Tour noire sur case blanche a6 · Pion blanc sur case noire e5 · Roi blanc sur case blanche f5 | Roi noir sur case blanche e8 · Tour blanche sur case blanche h7 · Tour noire sur case blanche a6 · Pion blanc sur case noire e5 · Roi blanc sur case blanche f5 | Roi noir sur case blanche e8 · Tour blanche sur case blanche h7 · Tour noire sur case blanche a6 · Pion blanc sur case noire e5 · Roi blanc sur case blanche f5 | Roi noir sur case blanche e8 · Tour blanche sur case blanche h7 · Tour noire sur case blanche a6 · Pion blanc sur case noire e5 · Roi blanc sur case blanche f5 | 3 |
| 2 | Roi noir sur case blanche e8 · Tour blanche sur case blanche h7 · Tour noire sur case blanche a6 · Pion blanc sur case noire e5 · Roi blanc sur case blanche f5 | Roi noir sur case blanche e8 · Tour blanche sur case blanche h7 · Tour noire sur case blanche a6 · Pion blanc sur case noire e5 · Roi blanc sur case blanche f5 | Roi noir sur case blanche e8 · Tour blanche sur case blanche h7 · Tour noire sur case blanche a6 · Pion blanc sur case noire e5 · Roi blanc sur case blanche f5 | Roi noir sur case blanche e8 · Tour blanche sur case blanche h7 · Tour noire sur case blanche a6 · Pion blanc sur case noire e5 · Roi blanc sur case blanche f5 | Roi noir sur case blanche e8 · Tour blanche sur case blanche h7 · Tour noire sur case blanche a6 · Pion blanc sur case noire e5 · Roi blanc sur case blanche f5 | Roi noir sur case blanche e8 · Tour blanche sur case blanche h7 · Tour noire sur case blanche a6 · Pion blanc sur case noire e5 · Roi blanc sur case blanche f5 | Roi noir sur case blanche e8 · Tour blanche sur case blanche h7 · Tour noire sur case blanche a6 · Pion blanc sur case noire e5 · Roi blanc sur case blanche f5 | Roi noir sur case blanche e8 · Tour blanche sur case blanche h7 · Tour noire sur case blanche a6 · Pion blanc sur case noire e5 · Roi blanc sur case blanche f5 | 2 |
| 1 | Roi noir sur case blanche e8 · Tour blanche sur case blanche h7 · Tour noire sur case blanche a6 · Pion blanc sur case noire e5 · Roi blanc sur case blanche f5 | Roi noir sur case blanche e8 · Tour blanche sur case blanche h7 · Tour noire sur case blanche a6 · Pion blanc sur case noire e5 · Roi blanc sur case blanche f5 | Roi noir sur case blanche e8 · Tour blanche sur case blanche h7 · Tour noire sur case blanche a6 · Pion blanc sur case noire e5 · Roi blanc sur case blanche f5 | Roi noir sur case blanche e8 · Tour blanche sur case blanche h7 · Tour noire sur case blanche a6 · Pion blanc sur case noire e5 · Roi blanc sur case blanche f5 | Roi noir sur case blanche e8 · Tour blanche sur case blanche h7 · Tour noire sur case blanche a6 · Pion blanc sur case noire e5 · Roi blanc sur case blanche f5 | Roi noir sur case blanche e8 · Tour blanche sur case blanche h7 · Tour noire sur case blanche a6 · Pion blanc sur case noire e5 · Roi blanc sur case blanche f5 | Roi noir sur case blanche e8 · Tour blanche sur case blanche h7 · Tour noire sur case blanche a6 · Pion blanc sur case noire e5 · Roi blanc sur case blanche f5 | Roi noir sur case blanche e8 · Tour blanche sur case blanche h7 · Tour noire sur case blanche a6 · Pion blanc sur case noire e5 · Roi blanc sur case blanche f5 | 1 |
|   | a | b | c | d | e | f | g | h |   |

Dans son Analyse du Jeu des échecs, Philidor fait l'étude de plusieurs positions de finales. L'une de ces positions, une finale de tour et pion contre tour est appelée position de Philidor. Les finales de tours étant les plus fréquentes aux échecs, la position de Philidor est avec la position de Lucena une notion fondamentale de la maîtrise des fins de parties.
Philidor expose ce qui est toujours considéré comme la technique la plus simple pour annuler une finale de tour et pion contre tour. Le défenseur place son roi sur la case de promotion du pion et sa tour sur la sixième rangée pour empêcher le roi de son adversaire de passer devant son pion. Pour tenter de progresser, celui-ci est forcé d'avancer son pion sur la sixième rangée. Le défenseur place alors sa tour sur la première rangée et obtient l'annulation de la partie par des échecs successifs sur le roi de son adversaire.
Une autre position étudiée par Philidor est la finale Roi, tour et fou contre roi et tour (en), et est également parfois qualifiée de position de Philidor. Ce type de finale est théoriquement nulle, cependant, malgré les progrès des techniques défensives, « La grande complexité de la lutte » et le fait « que le défenseur ne peut se permettre une imprécision (...) font qu'elle se termine souvent par un gain dans la pratique des tournois ». La position étudiée par Philidor est gagnante, son analyse montre la profondeur de la compréhension du jeu par son auteur. Xavier Tartakover parle à ce sujet de « beauté universellement reconnue de l'analyse ».

### Les conceptions stratégiques de Philidor
Si Philidor était en avance sur son temps, Cary Utterberg l'inclut dans la « pré-histoire » des échecs. Il date la fin de cette pré-histoire de 1821. En effet, le Français Louis-Charles Mahé de La Bourdonnais a été considéré comme le champion du monde d'échecs officieux (il n'y avait pas de titre officiel à l'époque) en 1821, date à laquelle il put battre son professeur Alexandre Deschapelles. Cependant, tant Philidor que La Bourdonnais appartiennent à l'École française des échecs.

### Exemples de parties
- Sheldon - Philidor, Londres, 1790 (Philidor joue à l'aveugle) :

1. e4 e5 2. Fc4 c6 3. Cf3 d5 4. exd5 cxd5 5. Fb3 Cc6 6. d4 e4 7. Ce5 Fe6 8. 0-0 f6 9. Cxc6 bxc6 10. f3 f5 11. Fe3 (11. fxe4 fxe4 12. Dh5+ est meilleur selon Vukovic) 11...Cf6 12. Cbd2 Fd6 13. c4 0-0 14. Fa4 Dc7 15. f4 Cg4 16. De2 Cxe3 17. Dxe3 c5 18. Cb3 dxc4 19. Cxc5 Fxc5 20. dxc5 Tac8 21. c6 Tfd8 22. Tfd1 Td3 23. Txd3 cxd3 24. Fb3 Fxb3 25. axb3 Db6 26. Rf2 Dxe3+ 27. Rxe3 Txc6 28. Txa7 Td6 29. Rd2 e3+ 30. Rxe3 d2 31. Ta1 d1=D 0-1.
- Partie fictive (composée par Philidor à des fins pédagogiques) faisant gagner les Noirs avec la défense Philidor (première partie de la section III de l'Analyse du jeu des échecs), 1749, Annotations par Philidor du point de vue des Noirs[20]

1. e4 e5 2. Cf3 d6 3. Fc4 f5 C'est toujours un avantage d'échanger le pion du Fou du Roi contre celui du Roi adverse puisque, par ce moyen, le pion de votre Roi et celui de votre Dame peuvent se placer au centre de l'échiquier. De plus, en roquant à droite, votre Tour se trouve en liberté et en état d'agir dès le commencement de la partie 4. d3 c6 5. exf5 Si votre adversaire refuse de prendre le pion du Fou, vous devez le laisser en prise, et ne l'avancer que lorsqu'il a roqué du côté Roi, et ensuite former l'attaque sur les pions qui couvrent son Roi avec vos pions de la gauche. Il faut observer et prendre pour règle générale que l'on ne doit point aisément se déterminer à pousser les pions des ailes avant que le Roi adverse n'ait roqué, parce qu'il se retirera toujours du côté où vos pions sont le moins avancés, et, par conséquent, le moins en état de lui nuire 5...Fxf5 6. Fg5 Cf6 7. Cbd2 S'il jouait Fxf6, il faudrait reprendre avec le pion, pour porter la force de vos pions vers le centre 7...d5 8. Fb3 Fd6 C'est la meilleure case que puisse occuper le Fou du Roi, après c5. Dans cette place, il peut vous servir à former l'attaque sur h2, dans le cas où il roque avec la Tour du Roi 9. De2 De7 10. 0-0 S'il avait roqué du côté de sa Dame, il aurait fallu nécessairement roquer du côté de votre Roi, pour attaquer ensuite plus aisément avec les pions de votre droite. Il est bon de donner encore ici pour règle générale que, comme il est souvent dangereux d'attaquer trop tôt son adversaire, vous ne devez pas vous presser dans votre attaque sans qu'au préalable vos pions ne soient tous bien soutenus, et par eux-mêmes et par vos pièces ; sans quoi ces sortes d'attaques deviennent entièrement inutiles. 10...Cbd7 11. Ch4 Il joue le Cavalier pour pouvoir jouer ensuite f4, et ainsi tâcher de rompre la ligne de vos pions 11...De6 12. Cxf5 Si, au lieu de prendre votre Fou, il avait joué f4, il aurait fallu jouer Fg4 ; et, le coup d'après, jouer h6, pour le forcer à prendre votre Cavalier. En ce cas, votre avantage aurait été de jouer pion x Fou, pour soutenir d'autant mieux le pion du Roi, et le remplacer s'il est pris 12...Dxf5 13. Fxf6 S'il ne prenait pas ce Cavalier, son Fou se trouverait enfermé par vos pions, ou il perdrait trois temps inutilement, ce qui occasionnerait la ruine entière de son jeu 13...gxf6 14. f4 Dg6 15. fxe5 fxe5 16. Tf3 Il joue cette Tour pour attaquer et déplacer votre Dame, ou la doubler, au besoin, avec son autre Tour. 16...h5 Vous poussez ce pion deux pas pour faire place à votre Dame, dans le cas où votre adversaire l'attaquerait avec la Tour de son Roi. 17. Taf1 0-0-0 18. c4 e4 Voici un coup difficile à bien comprendre et à bien expliquer. Il s'agit d'observer que, lorsqu'on se trouve avoir un cordon de pions situés les uns après les autres, il faut faire en sorte que celui qui est en tête tâche toujours de conserver son poste.
Le pion de votre Roi ne se trouvant point sur la même couleur ou en rang oblique avec les autres, votre adversaire a poussé le pion du Fou de la Dame pour deux raisons : la première, pour vous engager à pousser en avant celui de votre Dame, qui alors serait arrêté par le pion de la sienne ; et par là, faire en sorte que le pion de votre Roi, resté en arrière, vous devienne inutile ; la seconde pour empêcher en même temps le Fou du Roi de battre sur le pion de la Tour du Roi.
C'est pourquoi vous devez pousser en avant le pion de votre Roi sur la Tour, et même le sacrifier, parce que votre adversaire, en le prenant, ouvre un passage libre au pion de votre Dame, que vous avancerez d'abord et que vous pourrez soutenir par vos autres pions, pour tâcher ensuite de le mener à Dame, ou d'en tirer un avantage assez considérable pour gagner la partie.
Il est vrai que le pion de sa Dame, occupant la ligne de son Roi, selon toute apparence, a le même avantage de pouvoir pousser à Dame sans l'opposition de vos pions ; mais la différence est grande, en ce que son pion étant séparé et ne pouvant plus être réuni ni soutenu par aucun des autres, sera toujours en danger d'être pris, chemin faisant, par chacune de vos pièces qui lui ferait la guerre. Ce coup, comme je le remarque, est difficile, et il faut être bon joueur pour pouvoir bien en juger.
19. dxe4 d4 20. Fc2 Ce5 Il était nécessaire de jouer ce Cavalier pour arrêter le pion de son Roi, d'autant plus que ce même pion, dans sa position actuelle, ferme le passage à son Fou, et même à son Cavalier 21. Tf6 Dg7 22. Df2 Il joue sa Dame pour donner ensuite échec ; mais, au lieu de la jouer, s'il eût poussé h3 pour parer le coup de votre Cavalier, il aurait fallu jouer d6, ce qui vous procurerait le gain de la partie 22...Cg4 23. Df5+ Rb8 24. Txd6 Il prend ce Fou pour sauver le pion de la Tour du Roi, d'autant plus que ce Fou le gêne plus que toutes vos pièces, et que par ce coup il peut tenir en échec la Tour de votre Dame avec sa Dame 24...Txd6 25. Df4 De5 Ayant un Tour pour un Fou à la fin d'une partie, c'est votre avantage d'échanger la Dame, parce que la sienne vous gêne dans sa position actuelle ; et, pour éviter le mat, il se trouve forcé de la prendre. 26. Dxe5 Cxe5 27. Tf5 Cg4 28. c5 Tg6 29. Cc4 Ce3 30. Cxe3 dxe3 31. Tf3 Td8 Il faut s'emparer des ouvertures pour mettre en jeu les Tours, surtout dans les fins de parties 32. Txe3 Td2 Les Noirs gagnent 0-1.

## Descendance
De son mariage avec Angélique Henriette Elisabeth Richer (Riché, fille de François Joseph Riché 1714-1757, musicien, compositeur et surintendant de la musique du duc de Chartres, et d’Élisabeth Leroy), Philidor a eu sept enfants, dont deux morts en bas âge :
1. André Joseph Heleine, né le 29 octobre 1762, baptisé le même jour à l'église Saint-Eustache de Paris. Surnommé le « Beau Philidor », il eut une jeunesse insouciante, élégant et dandy, épris de théâtre, il hésita longtemps avant de choisir une profession ; son père le pousse en 1783 à aller faire fortune dans les îles mais il préfère vivre à Paris. Il devient conseiller puis secrétaire à la préfecture d'Eure-et-Loir. Il acquiert à Montlandon (Eure-et-Loir) une importante propriété qui sera appelée « La Philidorerie » située actuellement sur le territoire de la commune de Frétigny. Il épouse en premières noces une demoiselle Bonnard et en secondes noces sa nièce Victorine Danican Philidor (1800-1875), fille de son frère Frédéric. Trois de ses enfants sont nés à Montlandon, dont il devient le maire. Il meurt à Paris le 6 juin 1845 alors qu'il rassemblait des notes et quelques souvenirs sur son père qu'une revue d'échecs (Le Palamède) publia. Il a eu un fils : Octave Danican-Philidor dont la fille (décédée en janvier 1927) épousa Albert Gabet, la fille de cette dernière épousa Monsieur Legeay, professeur au collège Rotrou de Dreux dans les années 1920[21].
2. André François, appelé Danican, né en 1764, employé au Trésor Royal. Sans descendance.
3. Frédéric (1765-1824), filateur à Bayeux, une de ses filles épouse son oncle paternel André Joseph et une autre épouse Maître Jousset, notaire à La Loupe.
4. Auguste (1767-1800), soldat des armées révolutionnaires. Sans descendance.
5. Élyse (1776-1825), elle épouse Louis-Barthélémy Pradher (1782-1843), compositeur et pianiste[22].

## Principales œuvres

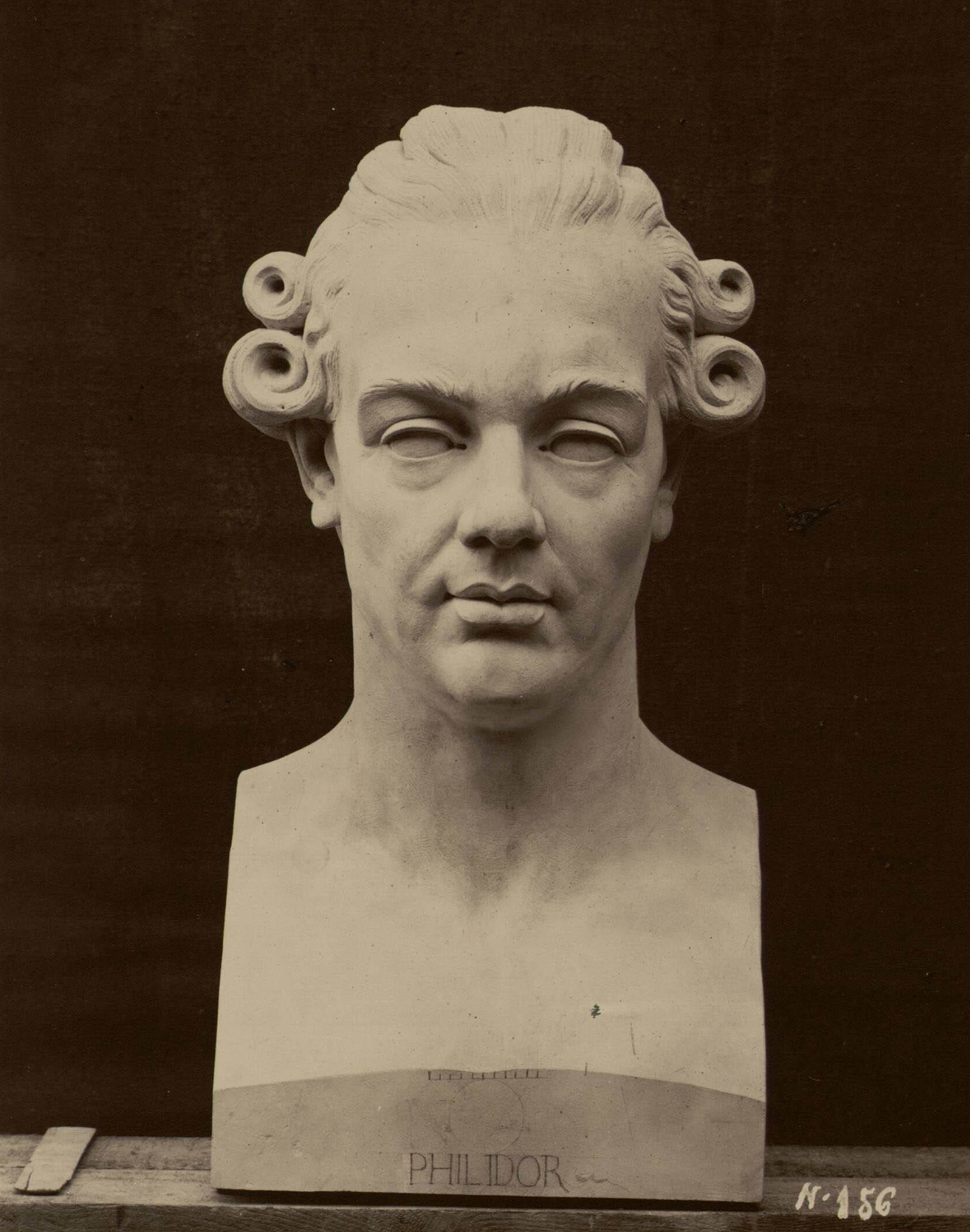
Buste de Philidor (opéra Garnier).

### Opéras
- Le Diable à quatre (1756)
- Blaise le savetier (1759)
- L'Huître et les Plaideurs (1759)

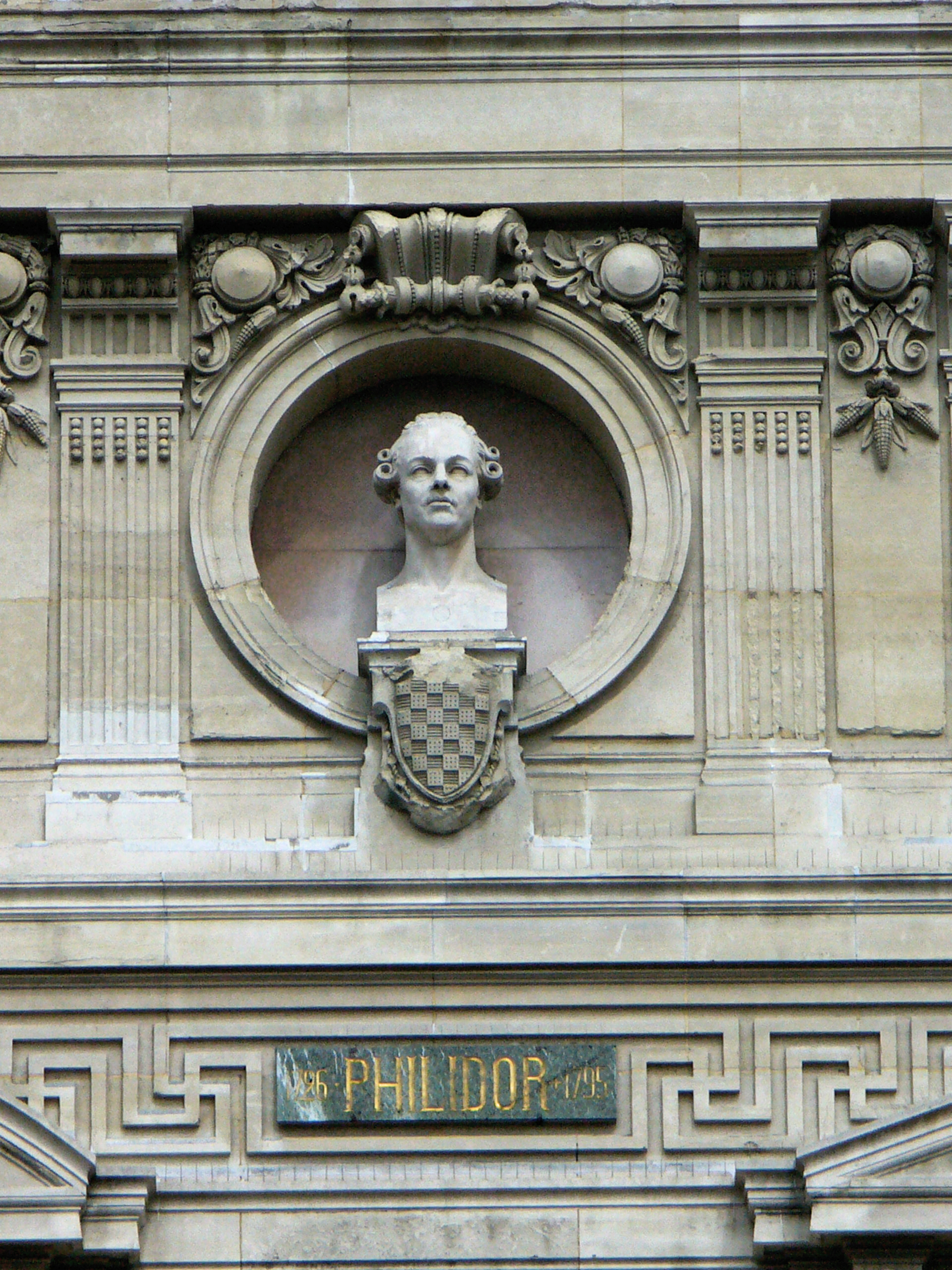
Le buste de Philidor en façade du palais Garnier à Paris.

- Le Quiproquo ou le volage fixé (1759)
- Le Soldat magicien (1760) Louis Anseaume
- Le Jardinier et son seigneur (1761)
- Le Maréchal-Ferrant (1761)
- Sancho Pança dans son île (1762)
- Le Bûcheron ou les trois souhaits (1763)
- Le Sorcier (1764) paroles d'Antoine-Alexandre-Henri Poinsinet
- Tom Jones (1765), tiré du roman de Henry Fielding
- Ernelinde, princesse de Norvège[23] , tragédie lyrique (1767), révisée en 1769 sous le titre de Sandomar, prince de Danemark
- Le Jardinier de Sidon (1768)
- L'Amant déguisé ou le jardinier supposé (1769)
- La Nouvelle École des femmes (1770)
- Mélide (1772)
- Le Premier navigateur (1772)
- Herne le chasseur (1773, opéra perdu)
- Le Puits d'amour (1779)
- Persée, tragédie lyrique en 3 actes (1780)
- L'Amitié au village (1785)
- Thémistocle , tragédie lyrique (1786)
- La Belle Esclave (1788)
- Bélisaire (1796, opéra posthume)

### Autres œuvres musicales importantes
- 1754 : Lauda Jerusalem Dominum (psaume 147, à partir du verset 12), motet écrit en 1754.
- 1766 : Le Retour du printemps
- 1769 : L'Amant déguisé, ou le Jardinier supposé, comédie en 1 acte mêlée d'ariettes, représentée pour la première fois par les Comédiens italiens ordinaires du Roi le 2 septembre 1769 ;
- 1779 : Carmen sæculare, sur un célèbre poème d'Horace, créé à Londres, au Freemasons' Hall, le 26 février 1779.

### Livres

#### En tant qu'auteur
L'Analyze des échecs : contenant une nouvelle méthode pour apprendre en peu de tems à se perfectionner dans ce noble jeu. A Londres, l'an MDCCXLIX, XIV-162 p. ; in-8°, lire en ligne sur Gallica. Rééd. en fac-similé 1988 par les éditions Neumann et Jean-Jacques Pauvert  (ISBN 978-2-87697-041-0).

#### En tant que personnage de roman
Philidor joue son rôle de compositeur et champion d'échecs dans le thriller Le Huit, roman de fiction de Katherine Neville, traduit de l'anglais et paru en 2002 aux Éditions du Cherche-Midi  (ISBN 2-86274-979-6).

## Dans la culture populaire
- La Position de Philidor est le titre d'un roman policier de René-Victor Pilhes.

#### Bases de données et dictionnaires
- Ressources relatives à la musique :   - International Music Score Library Project
  - Carnegie Hall
  - Discogs
  - MGG Online
  - MusicBrainz
  - Muziekweb
  - Répertoire international des sources musicales
- Ressources relatives au spectacle :   - Archives suisses des arts de la scène
  - Les Archives du spectacle
  - César
- Ressource relative aux beaux-arts :   - National Portrait Gallery
- Ressource relative à la recherche :   - Isidore
- Ressource relative à l'audiovisuel :   - IMDb
- Notices dans des dictionnaires ou encyclopédies généralistes :   - Britannica
  - Brockhaus
  - Den Store Danske Encyklopædi
  - Deutsche Biographie
  - Gran Enciclopèdia Catalana
  - Internetowa encyklopedia PWN
  - Larousse
  - Nationalencyklopedin
  - Oxford Dictionary of National Biography
  - Visuotinė lietuvių enciklopedija
- Notices d'autorité :   - VIAF
  - ISNI
  - BnF (données)
  - IdRef
  - LCCN
  - GND
  - Italie
  - CiNii
  - Espagne
  - Belgique
  - Pays-Bas
  - Pologne
  - Israël
  - NUKAT
  - Suède
  - Vatican
  - Australie
  - Norvège
  - WorldCat